# Louis XII
Pour les articles homonymes, voir Louis d'Orléans et Louis II d'Orléans.
Ne doit pas être confondu avec l'appellation « Père des peuples ».
Louis XII, né le 27 juin 1462 au château de Blois et mort le 1er janvier 1515 à Paris, surnommé le « Père du peuple » par les états généraux de 1506, est roi de France de 1498 à 1515.
Durant son règne, il se lance dans les guerres d'Italie, notamment la troisième et la quatrième et, sur le plan intérieur, conduit la réforme de la justice et des impôts. Son image fut cultivée après sa mort comme symbole d'un monarque modéré, s'appuyant sur les états généraux, par contraste avec la monarchie absolue.

## Jeunesse

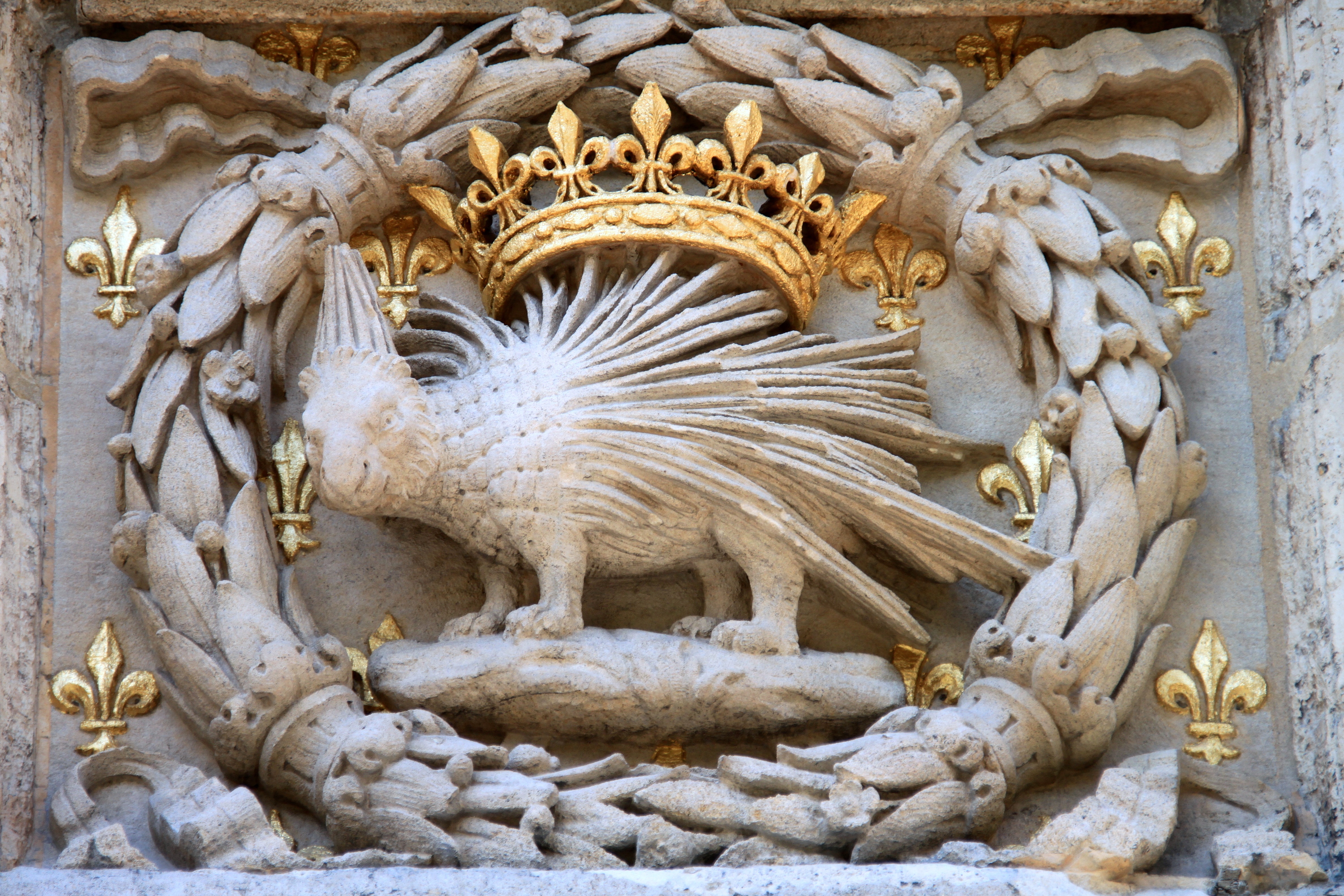
Le porc-épic emblème de, avec la devise : « de près et de loin » (la), (vers 1501, hôtel de Bourgtheroulde, Rouen).

### Naissance et famille
Louis d'Orléans est le fils de Charles d'Orléans, le prince poète, et de Marie de Clèves. Il est le petit-fils du duc Louis Ier d'Orléans (frère cadet du roi Charles VI), qui a été assassiné en 1407 par le duc de Bourgogne Jean sans Peur. Il est l'arrière-petit-fils de Charles V.
Louis né au château de Blois, à sa naissance cela fait 70 ans que le comté de Blois a été vendu à son grand-père, le duc Louis Ier. La cité d'Orléans étant alors dépourvue de château royal, c'est au sein de l'ancien château comtal de Blois que la famille s'est établie. Lorsque meurt le duc Charles, Louis obtient donc l'Orléanais ainsi que le Blésois mais, à cause son jeune âge, une régence est installée en 1467 au profit de sa mère Marie de Clèves.
Ses parrains sont le roi Louis XI et le comte du Maine Charles V d'Anjou et ses marraines sont la reine d'Angleterre Marguerite d'Anjou et la comtesse de Vendôme Isabelle de Beauvau. Orphelin de père à deux ans, il est pris en tutelle par Louis XI, qui lui prodigue une éducation sévère.

### Premier mariage
En 1476, Louis XI organise son mariage avec sa fille Jeanne de France (née le 23 avril 1464 à Nogent-le-Roi, dite Jeanne la Boiteuse), physiquement estropiée : Louis XI espère ainsi provoquer l'extinction de la branche d'Orléans, qui menace toujours la branche aînée des Valois directs.
Au moment du mariage de sa fille et du futur Louis XII, Louis XI aurait cyniquement glissé à l'un de ses confidents « […] pour ce qu'il me semble que les enfants qu'ils auront ensemble ne leur coûteront point cher à nourrir […] ». Ce mariage est vécu par Louis d'Orléans comme un affront.
Sacré roi en 1498, il fait reconnaître nulle cette union par le pape Alexandre VI pour non-consommation (s'appuyant en outre sur le traité de Langeais qui stipulait que le successeur de Charles VIII devait épouser sa veuve). Jeanne de France conteste en vain cette affirmation (« bien que je sache très bien que je ne suis ni aussi jolie ni aussi bien faite que les autres femmes, mon mariage a bien été consommé »). Elle se retire au couvent, à Bourges et y fonde, plus tard, l'ordre des religieuses de l'Annonciade, destiné à honorer la Sainte Vierge et le mystère de l'Annonciation. Morte en odeur de sainteté, elle est canonisée en 1950.

## Le prince rebelle

### Échec à obtenir la régence
À la mort de Louis XI, il échoue à obtenir la régence aux états généraux de Tours, confiée à Anne de Beaujeu.

### Guerre folle (1485-1488)
Après les péripéties de la guerre folle où il combattait aux côtés du duc François II de Bretagne, il est fait prisonnier à la bataille de Saint-Aubin-du-Cormier, en juillet 1488. Gracié après trois ans de détention (qu'il passe dans les prisons d'Angers, de Sablé, de Lusignan, de Poitiers, de Mehun-sur-Yèvre et de Bourges), il suit son cousin, le roi Charles VIII, en Italie à la tête des avant-gardes de l’armée.
À cette occasion, se référant aux droits hérités de sa grand-mère Valentina Visconti, il tenta de conquérir le duché de Milan, affaibli par une crise économique, et le 11 juin 1495, il occupa avec ses troupes la ville de Novare, qui lui fut donnée pour trahison. Il était sur le point de subjuguer le Moro, qui s’est avéré incapable de faire face à la situation, mais s’est heurté à l’opposition féroce de sa femme Béatrice d’Este, qui l’a forcé à un siège long et épuisant dont il est finalement sorti vaincu (cf. première guerre d'Italie),.

## Roi de France

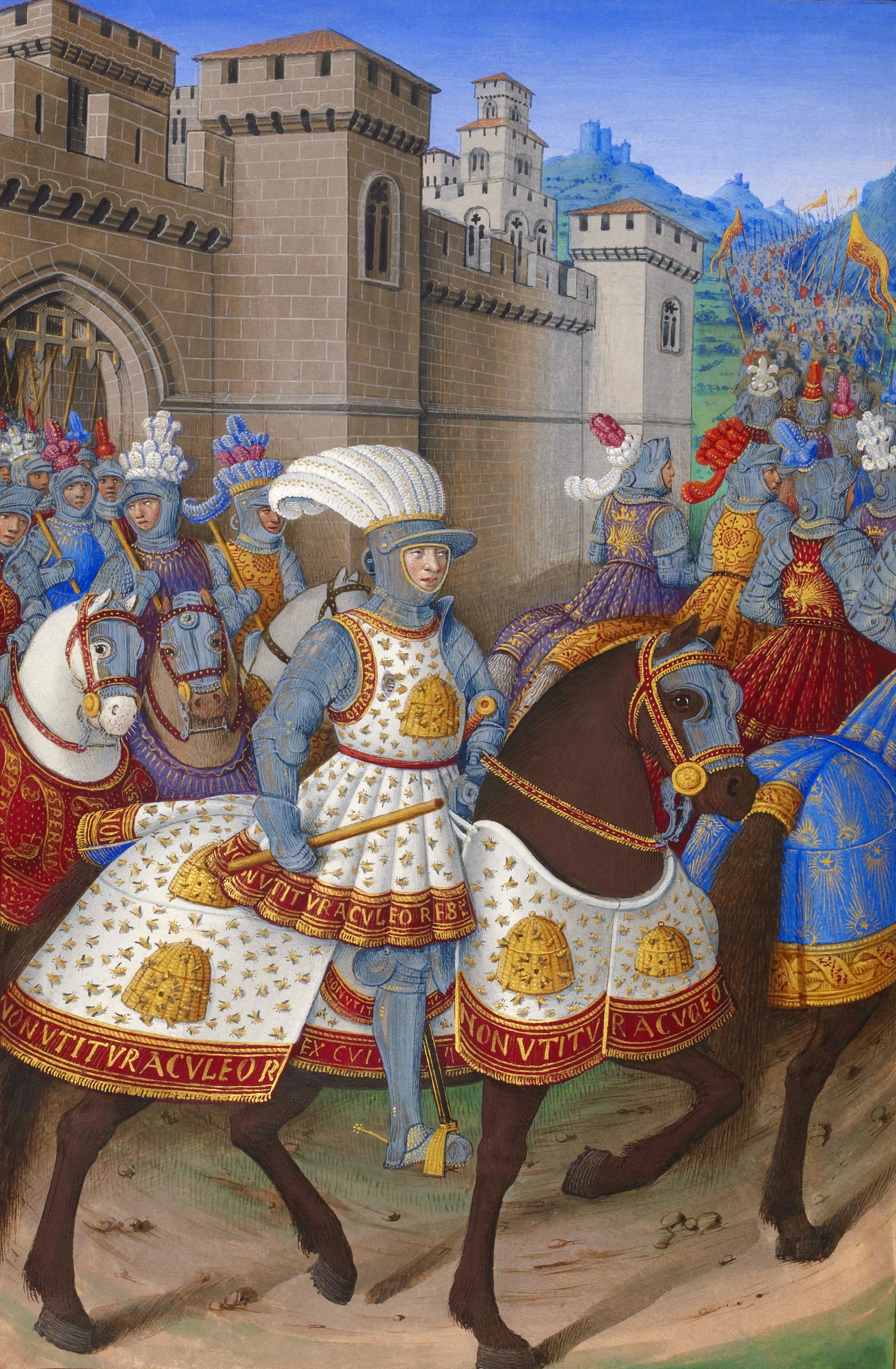
et ses troupes sortent d'Alexandrie pour affronter les Génois, enluminure de Jean Bourdichon, Paris, BnF, département des manuscrits, ms. Français 5091,, 1508.

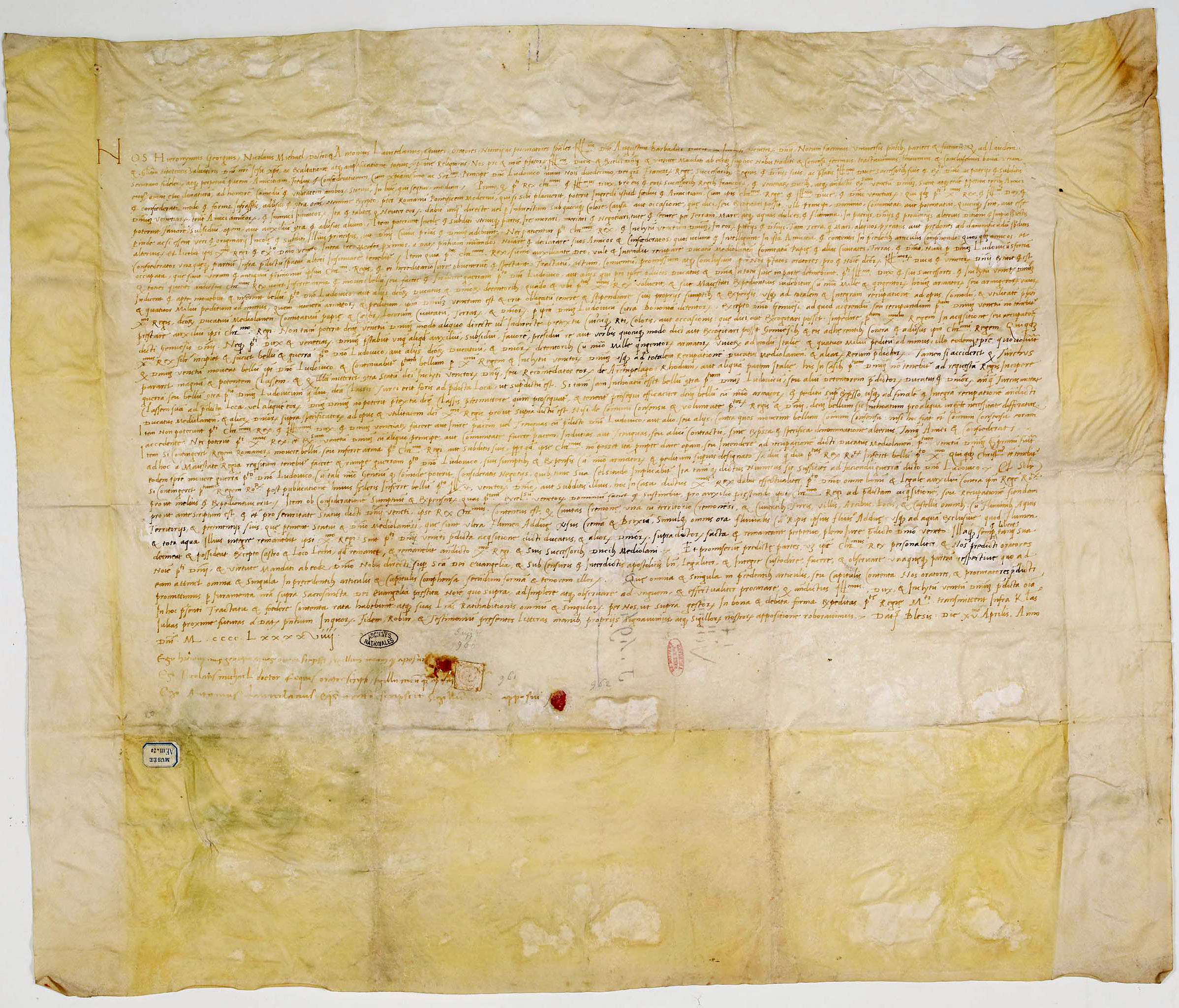
Traité de paix établi entre le roi et Agostin Barbarigo, doge de Venise. (rédigé en latin, à Blois, le 15 avril 1499. Archives nationales).

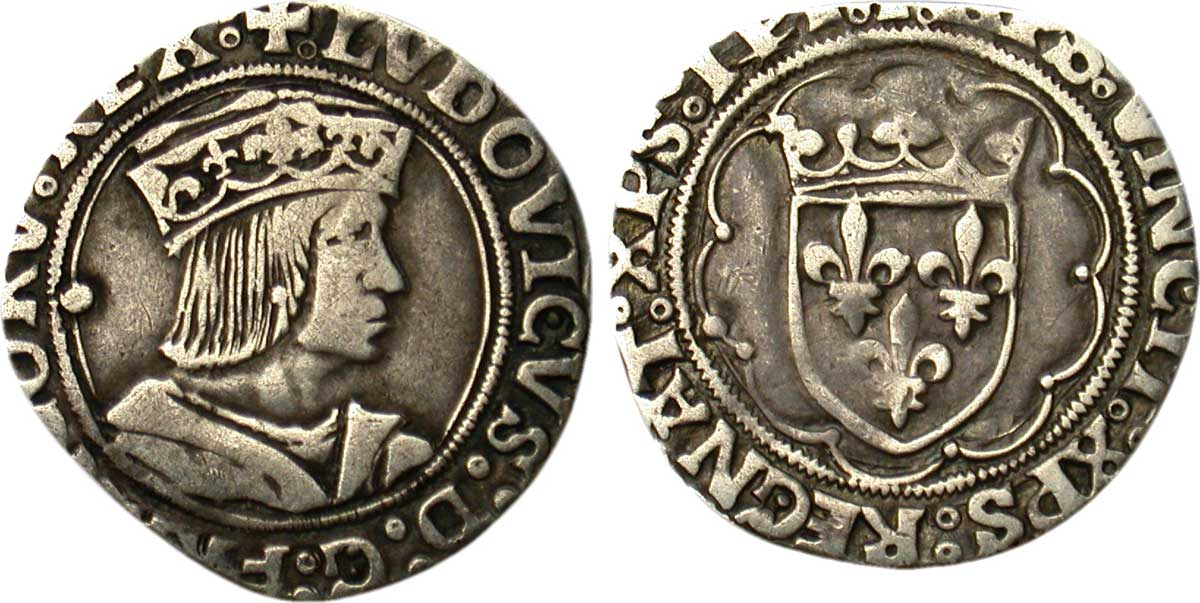
Demi-teston de dit le Père du peuple, 1514.

### Accession au trône et sacre
Le 7 avril 1498, Charles VIII meurt accidentellement, sans enfant survivant. Louis se rend au château d'Amboise le lendemain pour rendre hommage au corps du défunt : il y est reçu et honoré par la Cour comme souverain. Les fiefs, possessions et prétentions des Orléans entrent dans le giron de la monarchie. Dès son accession au trône, il manifeste cependant un désir profond de ne pas rompre avec la tradition des Valois. Sa célèbre phrase (peut-être apocryphe), « le roi de France ne venge pas les injures faites au duc d'Orléans », témoigne de sa volonté de réconciliation et de continuité. Le 27 mai 1498, Louis XII est sacré en la cathédrale de Reims.

### Mariage avec Anne de Bretagne
En échange du Valentinois érigé en duché, qu'il donne à César Borgia, fils du pape Alexandre VI, il obtient la reconnaissance de nullité de son premier mariage et épouse à Nantes le 8 janvier 1499 Anne de Bretagne, la veuve de Charles VIII, qui avait hérité, en vertu de leur contrat de mariage, de l'ensemble des prétentions des rois de France sur le duché. La Bretagne reste ainsi dans l'orbite de la France, mais le nouveau contrat de mariage spécifie que l'héritier du royaume ne pourra être héritier du duché. Il signe un traité comprenant deux lettres, l'une pour le mariage comprenant cinq clauses est publiée le 7 et la deuxième publiée le 19 janvier 1499 de treize clauses comprenant des dispositions générales concernant le duché de Bretagne dont le rétablissement de la souveraineté d'Anne de Bretagne sur son duché (rétablissement des Chancellerie, Conseil, Parlement, Chambre des comptes, Trésorerie, Justice, monnaie et séparation des deux couronnes).

### Deuxième et troisième guerres d'Italie (1499-1504)

Bannière de Louis XII d'après les enluminures de Jean Bourdichon pour le Voyage de Gênes, MS Français 5091, folio 17 verso.

Dès le 9 février 1499, il reprend la politique italienne de son prédécesseur (cf. deuxième, troisième et quatrième guerre d'Italie), en ajoutant cependant à la prétention des Anjou sur le royaume de Naples, celle des Orléans sur le duché de Milan. Après avoir conquis le Milanais, il devient maître d'une grande partie de la péninsule. 
En tant que duc de Milan, Louis XII est représenté dans le tableau d'Alvise De Donati Madeleine, Marthe, Lazare, le Prince et la Princesse de Provence écoutant le sermon du Christ (Museu Nacional d'Art de Catalunya, Barcelone), à l'origine dans l'église de San Bartolomeo à Caspano. Le roi et la reine de France, identifiés comme des princes de Provence, sont agenouillés, le roi a dans ses mains la couronne qui apparaît sur les pièces frappées par la Monnaie de Milan. C'est le seul portrait, en pleine longueur, d'un roi de France, réalisé par un peintre de la Renaissance italienne, qui est venu jusqu'à nous.

### Le traité de Blois (septembre 1504)
Le 22 septembre 1504 est signé le traité de Blois, qui prévoit le mariage de Claude de France, née en 1499, avec Charles de Habsbourg (futur Charles Quint), né en 1500, et celui de sa nièce Germaine de Foix avec Ferdinand II d'Aragon, le roi cédant à celle-ci ses droits sur le royaume de Naples. 

### Les états généraux de 1506
À la demande des états généraux de Tours de 1506, sa fille est finalement fiancée à François d'Angoulême (futur François Ier). 
C'est également lors de ces états généraux qu'il reçoit officiellement le titre de « Père du Peuple », le chanoine de Notre-Dame, Thomas Bricot, étant chargé de cette mission. Ce titre lui est accordé pour avoir maintenu l'ordre intérieur dans le royaume, diminué la taille d'un quart de son montant et réformé la justice entre 1499 et 1501. 
Sa politique expansionniste justifiait aussi ce titre de « Père du Peuple », plutôt que celui plus habituel de « Fils du Peuple » ou encore de Pater Patriæ.

### Quatrième guerre d'Italie (1508-1513)
La même année, il est chassé de Naples par Ferdinand d'Aragon (Ferdinand le Catholique) et perd le Milanais six ans plus tard. Les adversaires de la France s'allient et forment la Ligue catholique (ou Sainte Ligue) constituée le 5 octobre 1511 par le pape Jules II. En 1513, la défaite de Novare met fin à ses ambitions italiennes.

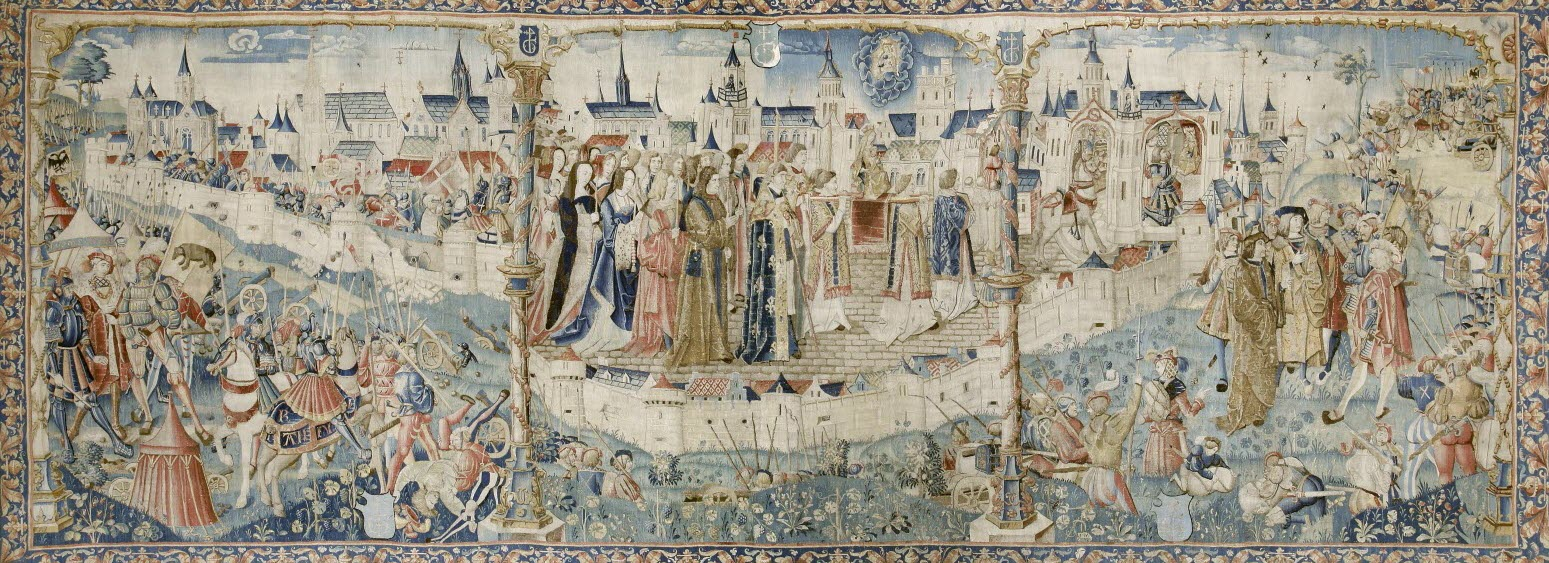
Le Siège de Dijon par les Suisses en 1513

L'essentiel des guerres sous le règne de Louis XII se déroulent en territoire italien. Toutefois, quelques batailles se jouent à l'intérieur des frontières françaises. En 1512, l'Aragon s'empare de la Haute-Navarre. En 1513, les Suisses assiègent Dijon. En août de cette même année, les Anglais remportent la victoire de Guinegatte. Par des traités séparés, dont le contesté traité de Dijon, Louis XII disloque la Sainte Ligue.

### Politique intérieure
Louis XII administre son domaine avec intelligence. Il utilise les recettes des impôts pour le bien du pays en entretenant le réseau routier. S'il diminue la taille, il augmente toutefois les impôts indirects. Son principal ministre est le cardinal Georges d'Amboise. Il renouvelle la Pragmatique Sanction de Bourges assurant une marge de liberté dans le choix du clergé. Ceci lui vaut l'image d'un roi chevalier, juste et chrétien, par ailleurs empreint de tolérance à l'égard des vaudois du Luberon, et celle d'un nouveau César. Il est le premier à mettre à ce point en avant l'image de la reine (Anne de Bretagne).
Devenu veuf le 9 janvier, il se remarie le 9 octobre 1514 à Abbeville avec Marie Tudor, la très jeune sœur du roi Henri VIII d'Angleterre, pour sceller sa réconciliation avec ce dernier.

### Mort et succession
Affaibli par l'âge, par les hémorragies intestinales à répétition qui ont menacé sa vie à plusieurs reprises et par les accès de goutte, Louis XII meurt au terme de presque dix-sept ans de règne, le 1er janvier 1515 en l'hôtel des Tournelles à Paris, à l'âge de 52 ans. L'hôtel des Tournelles se situe à deux pas de l'hôtel Saint-Pol où étaient nés son père Charles d'Orléans et d'autres de ses ascendants ou prédécesseurs sur le trône. Les propagandistes du futur François Ier répandent la rumeur sur sa sénilité, son impuissance et le fait qu'il se serait épuisé dans la chambre à coucher à force de vouloir concevoir un fils avec Marie Tudor. Il laisse le trône à son cousin et gendre François, époux de sa fille aînée Claude, qui devient le roi François Ier.
Louis XII est inhumé en la nécropole royale de la basilique de Saint-Denis, où il repose auprès de ses prédécesseurs.

## Visions de son règne

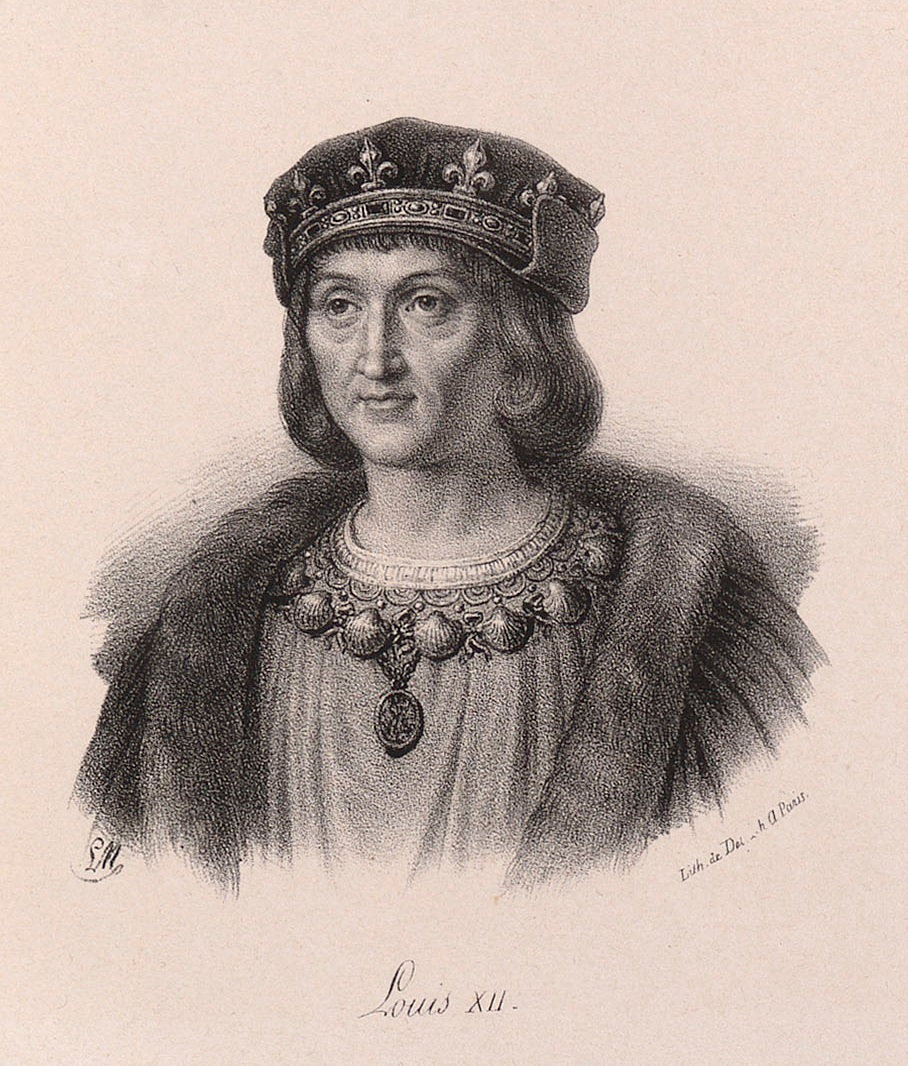
représenté en souverain bienveillant dans une lithographie de Delpech, XIXe siècle.

De la Fronde jusqu'au terme du XVIIe siècle, Louis XII tend à personnifier une monarchie modérée, qui empiète peu sur les seigneuries et ne lève pas excessivement d'impôts, image idéalisée contrastant avec les représentations de Louis XI. Fénelon écrit ainsi, dans sa Lettre à Louis XIV (1694) : « Si le Roi, dit-on, avait un cœur de père pour son peuple, ne mettrait-il pas plutôt sa gloire à leur donner du pain, et à les faire respirer après tant de maux, qu'à garder quelques places de la frontière, qui causent la guerre ? ».

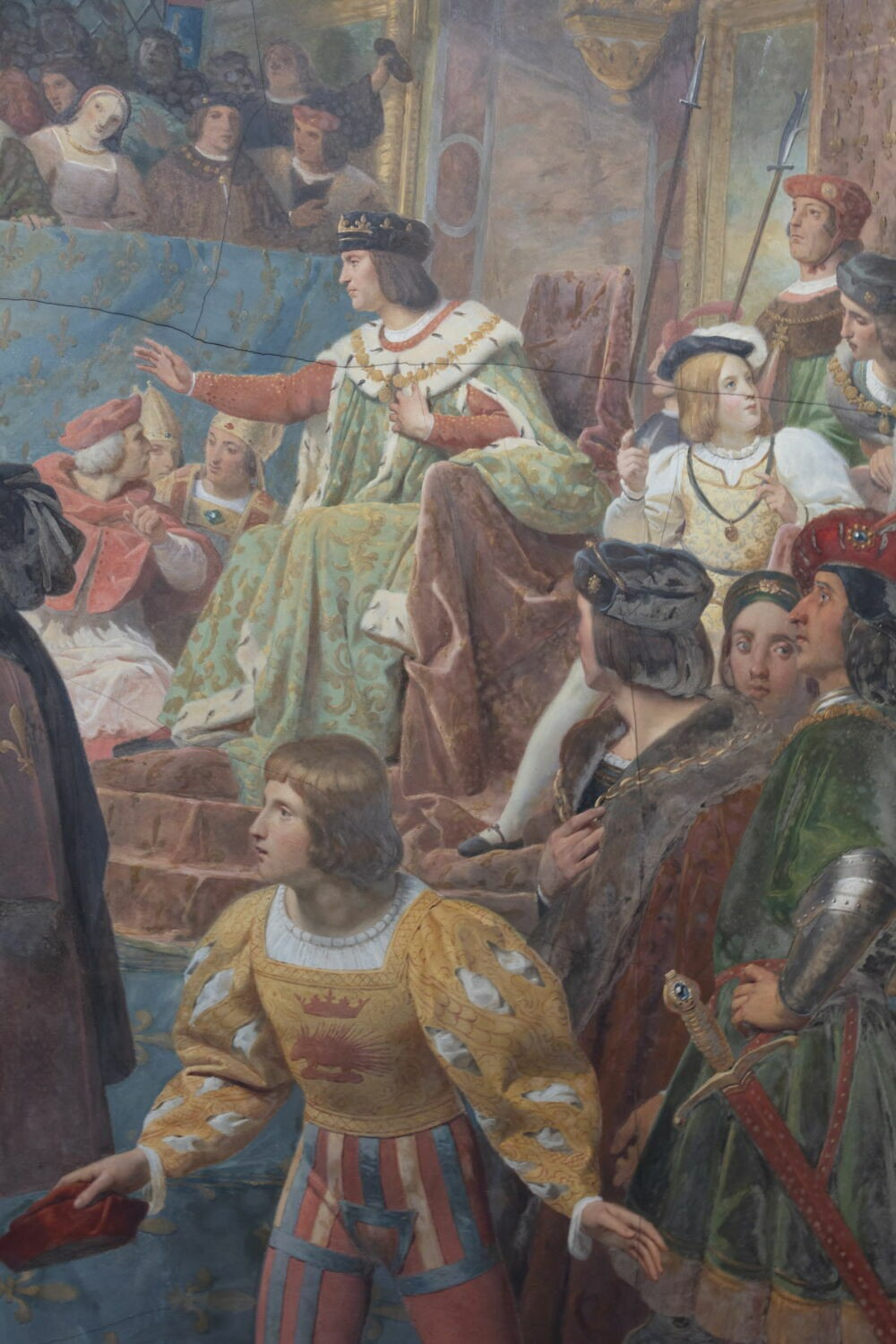
proclamé « Père du peuple » par les états généraux en 1506.
Détail d'une peinture néo-classique de Michel Martin Drolling, Louvre, 2e quart du XIXe siècle.

Comparé avantageusement à Saint Louis et Henri IV, le « sage Louis XII » est également loué par Voltaire (Henriade, 1726), Montesquieu ou l'abbé de Cordier de Saint-Firmin. Pour ce faire, les dépenses et manœuvres militaires du règne sont éclipsées. L'Académie française va jusqu'à proposer un concours d'éloge du « Père du peuple » cinq ans avant que n'éclate la Révolution française, concours remporté par l'abbé Noël.
La figure royale fournit le sujet de pièces de théâtre sous la Révolution (Une journée de Louis XII ou Louis XII Père du peuple de Charles-Philippe Ronsin, jouée en février 1790). Alors que le Panthéon est réservé aux hommes de la Révolution (sauf Descartes, Voltaire et Rousseau), le député Charles Lambert de Belan tente de faire valoir, le 12 février 1792, une exception pour Louis XII et Henri IV, « les seuls de nos rois qui se soient montrés les pères du peuple ». Avec l'intensification de la Révolution, son aura pâlit. Ainsi, par décret de la Convention nationale en date du 31 juillet 1793, les dépouilles du souverain et d'Anne de Bretagne sont exhumées de leur tombeau le 18 octobre 1793.
Sous la Restauration, la référence hagiographique au roi sert à défendre les idées libérales, notamment la Charte constitutionnelle du 4 juin 1814, face à la tendance autoritaire des Ultras. En 1819-1820, l'historien et polémiste Roederer rédige et publie un Mémoire pour une nouvelle histoire de Louis XII qui actualise la figure du souverain suivant les idées du jour.

## Fratrie et descendance

### Frères et sœurs
- Marie (1457-1493) épouse en 1476, Jean de Foix, comte d'Étampes
- Anne (1464-1491), abbesse de Fontevrault puis de Poitiers

### Épouses et descendance

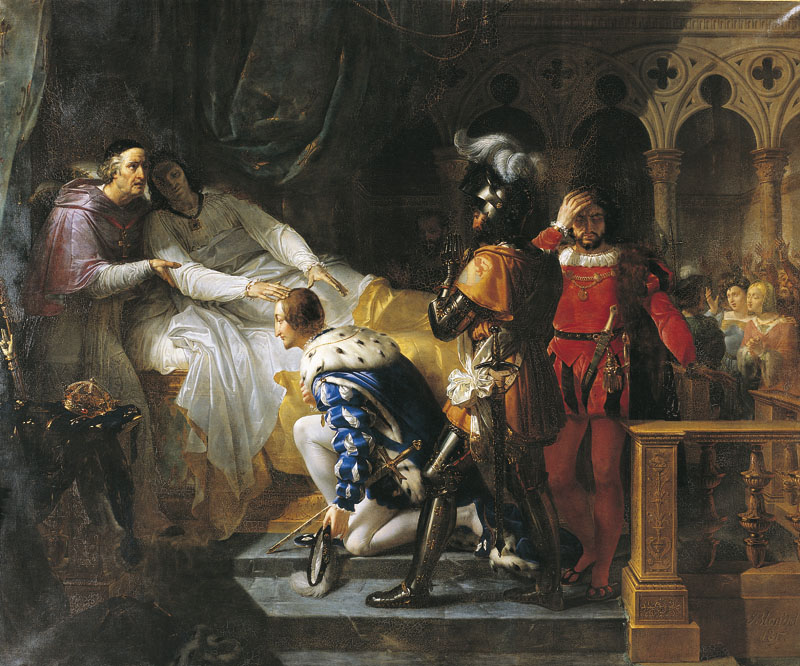
Les dernières volontés de, peint par Merry-Joseph Blondel (début XIXe siècle, musée des Augustins de Toulouse).

Jeune, Louis a un enfant illégitime, Michel Bucy, qui deviendra archevêque de Bourges (1489-1511).
Il contracte ensuite trois unions : la première et la troisième sans descendance et la seconde avec deux filles.

#### Jeanne de France
Le 8 septembre 1476, Louis d'Orléans est contraint par le roi Louis XI d'épouser sa fille Jeanne de France, mariage célébré au château de Montrichard. Après vingt-deux ans, ce mariage sans descendance est reconnu nul le 17 décembre 1498 par le pape Alexandre VI.

#### Anne de Bretagne
Le 8 janvier 1499, à Nantes, devenu roi, Louis XII épouse en secondes noces la reine douairière et duchesse Anne de Bretagne (1477-1514), fille du duc François II de Bretagne et de Marguerite de Foix. L'événement matrimonial est au préalable négocié par les conseillers de Louis XII, dont Imbert de Batarnay. Cette union dure quinze ans, les époux ont cinq enfants parmi lesquels seules deux filles survivent, dont l'aînée épouse le roi François Ier :
1. Claude de France (1499-1524), qui épouse le futur roi François Ier ;
2. Un fils qui ne vit que quelques jours (1500)[29] ;
3. Un fils qui ne vit que quelques jours (20 janvier 1502)[30] ;
4. François (janvier 1503) ;
5. Fausses-couches entre 1505 et 1509 ;
6. Renée de France, duchesse de Chartres (1510-1574), qui épouse Hercule II d'Este, duc de Ferrare ;
7. Un fils qui meurt dès sa naissance (21 janvier 1512)[30].

#### Marie Tudor
Le 9 octobre 1514, à Abbeville, Louis XII épouse Marie Tudor, princesse d'Angleterre (1496-1533), fille du roi Henri VII et d'Élisabeth d'York.

## Le styleLouisXII: transition entreart gothiqueetPremière Renaissance, 1495-1530

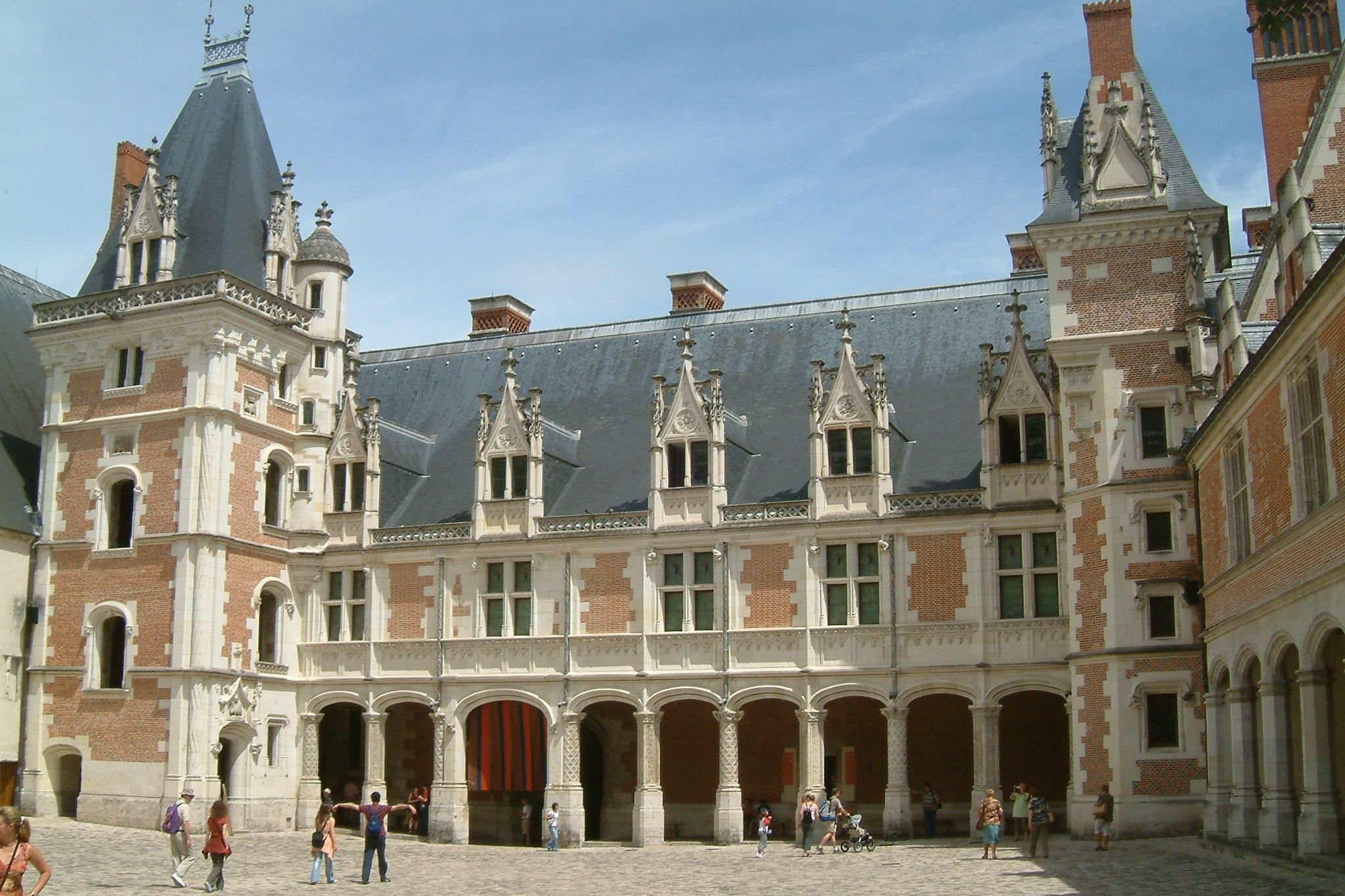
Aile Louis XII du château de Blois (1498-1503).
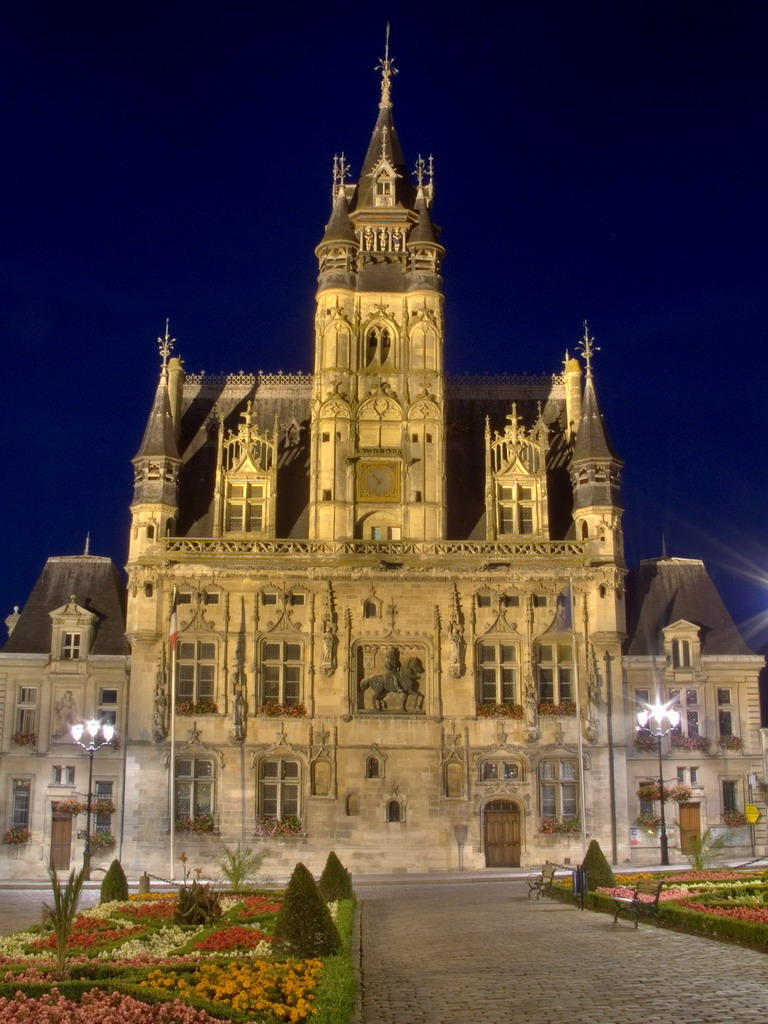
Hôtel de ville de Compiègne (vers 1510).
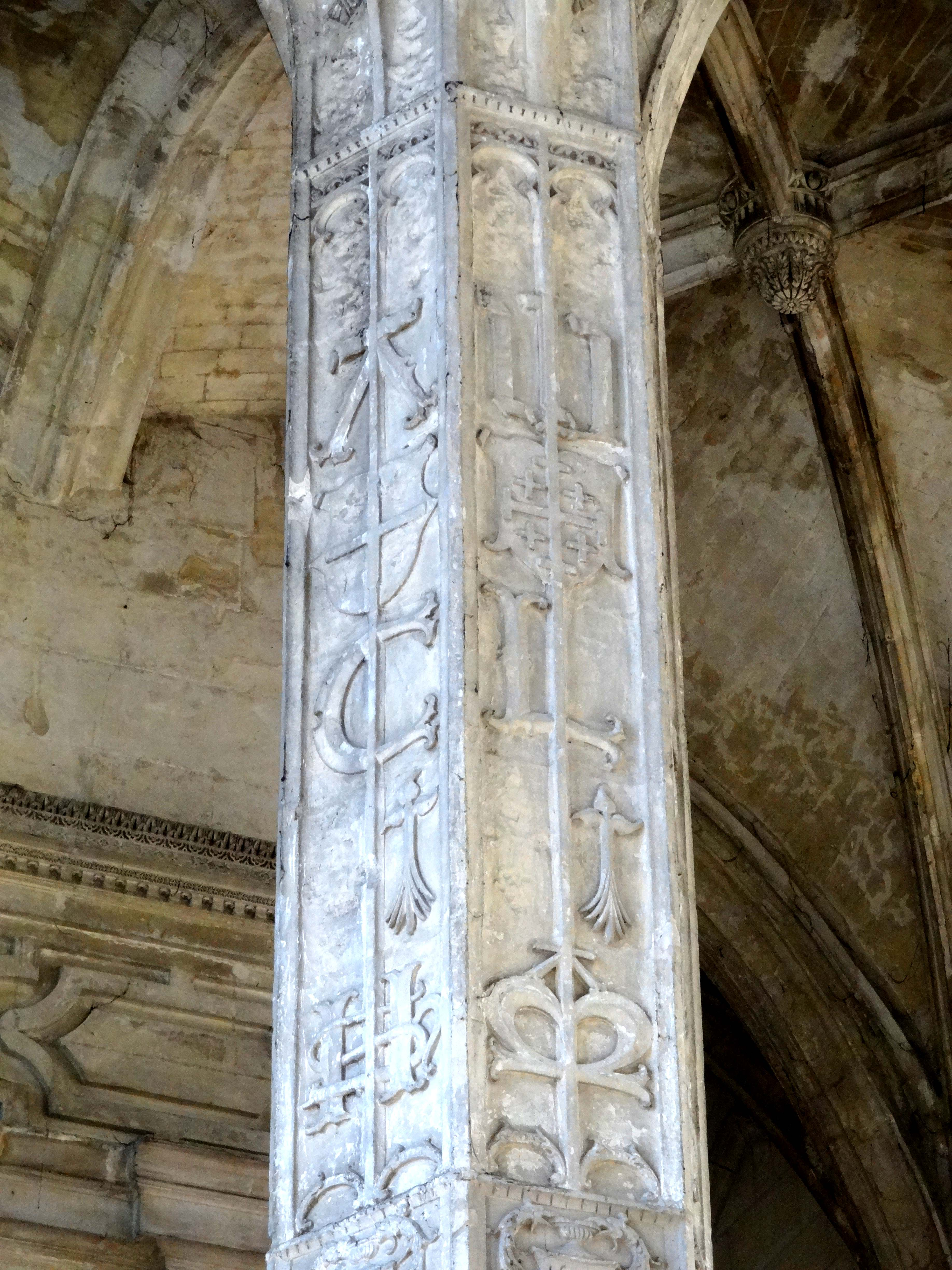
Le Pilier Saint Jacques (Collégiale de Gisors, début XVIe siècle).
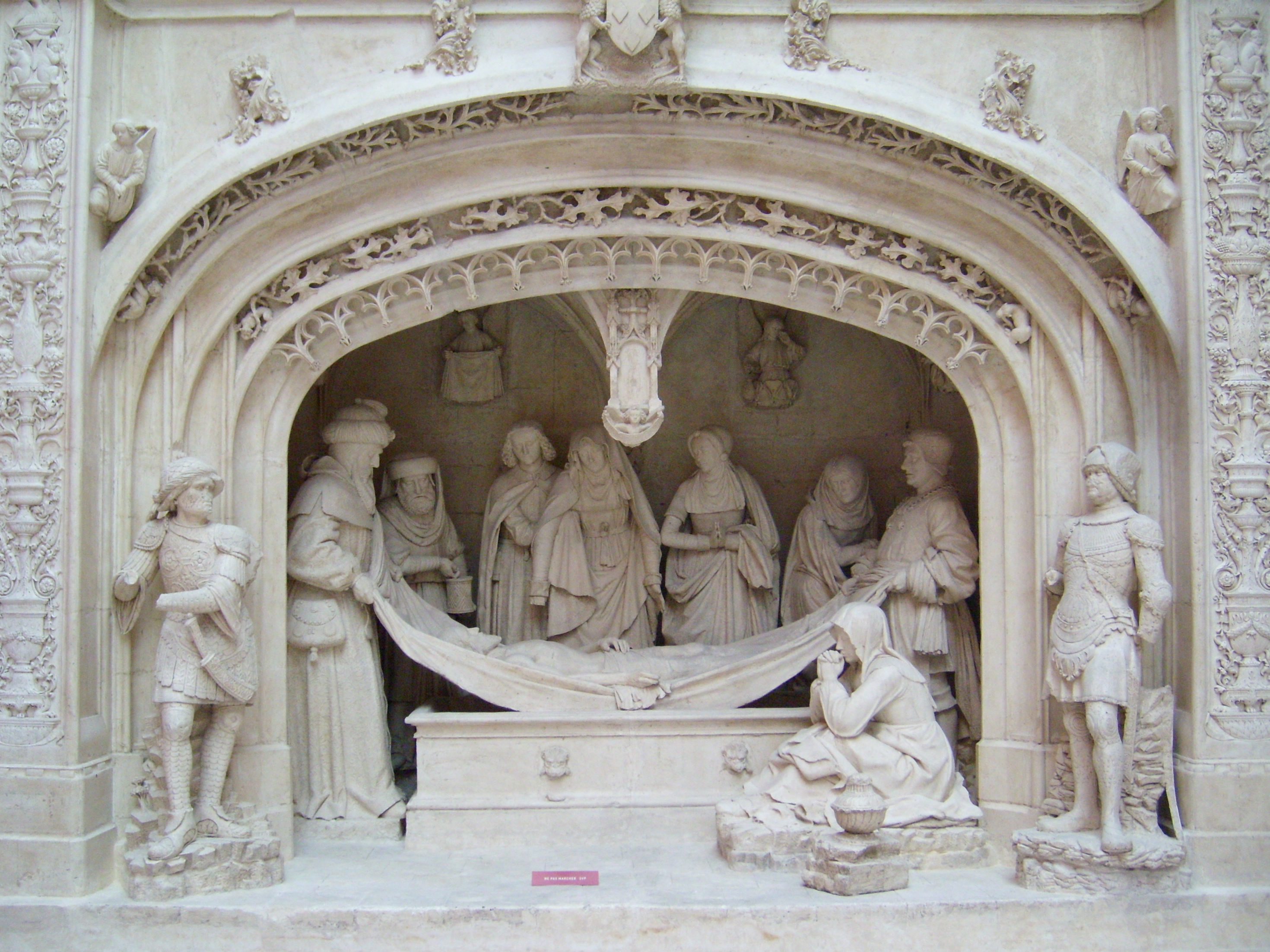
Mise au tombeau du Christ de l'abbaye de Solesmes
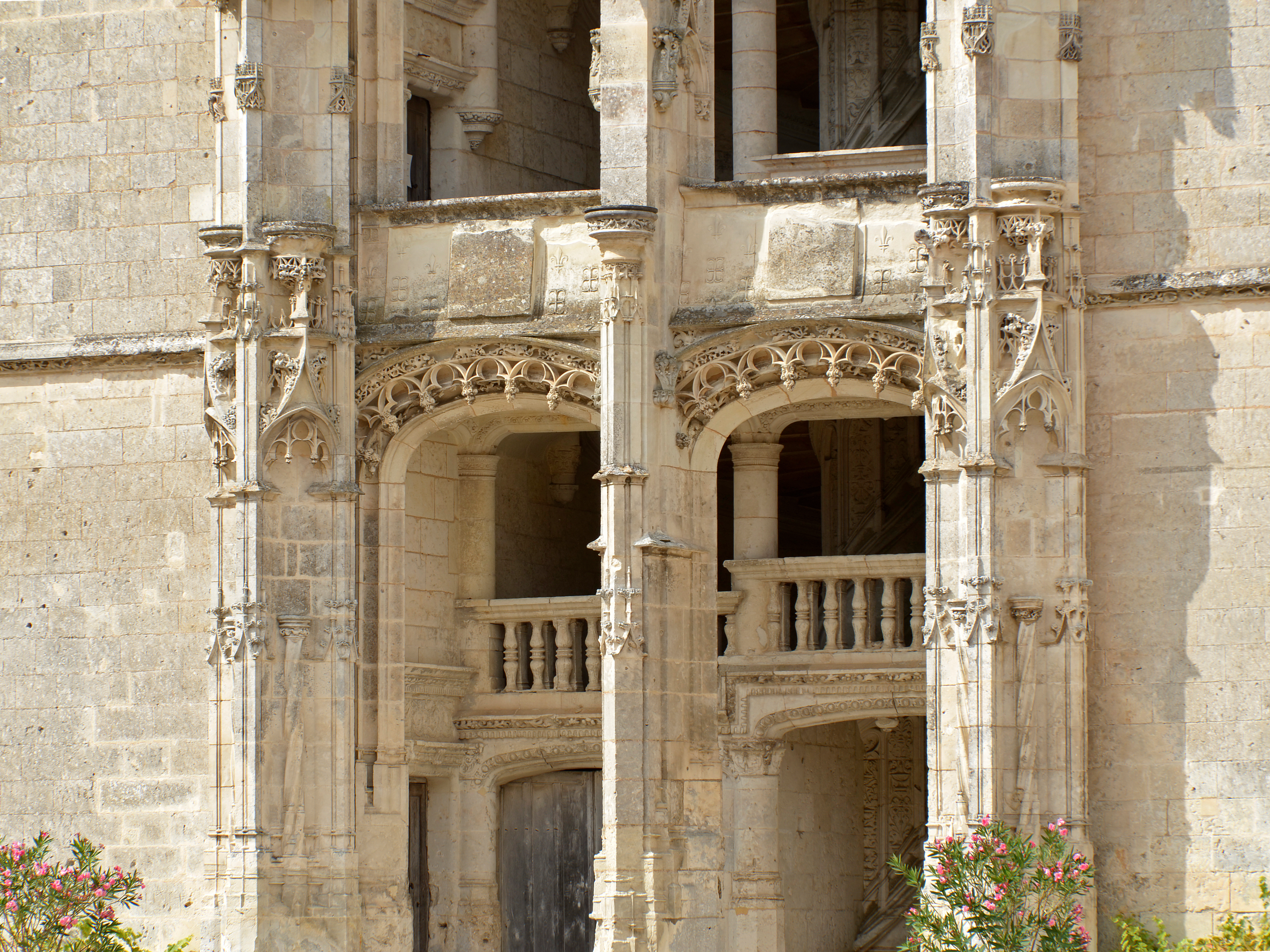
Escalier de l'aile Longueville du château de Châteaudun (1491-1518).
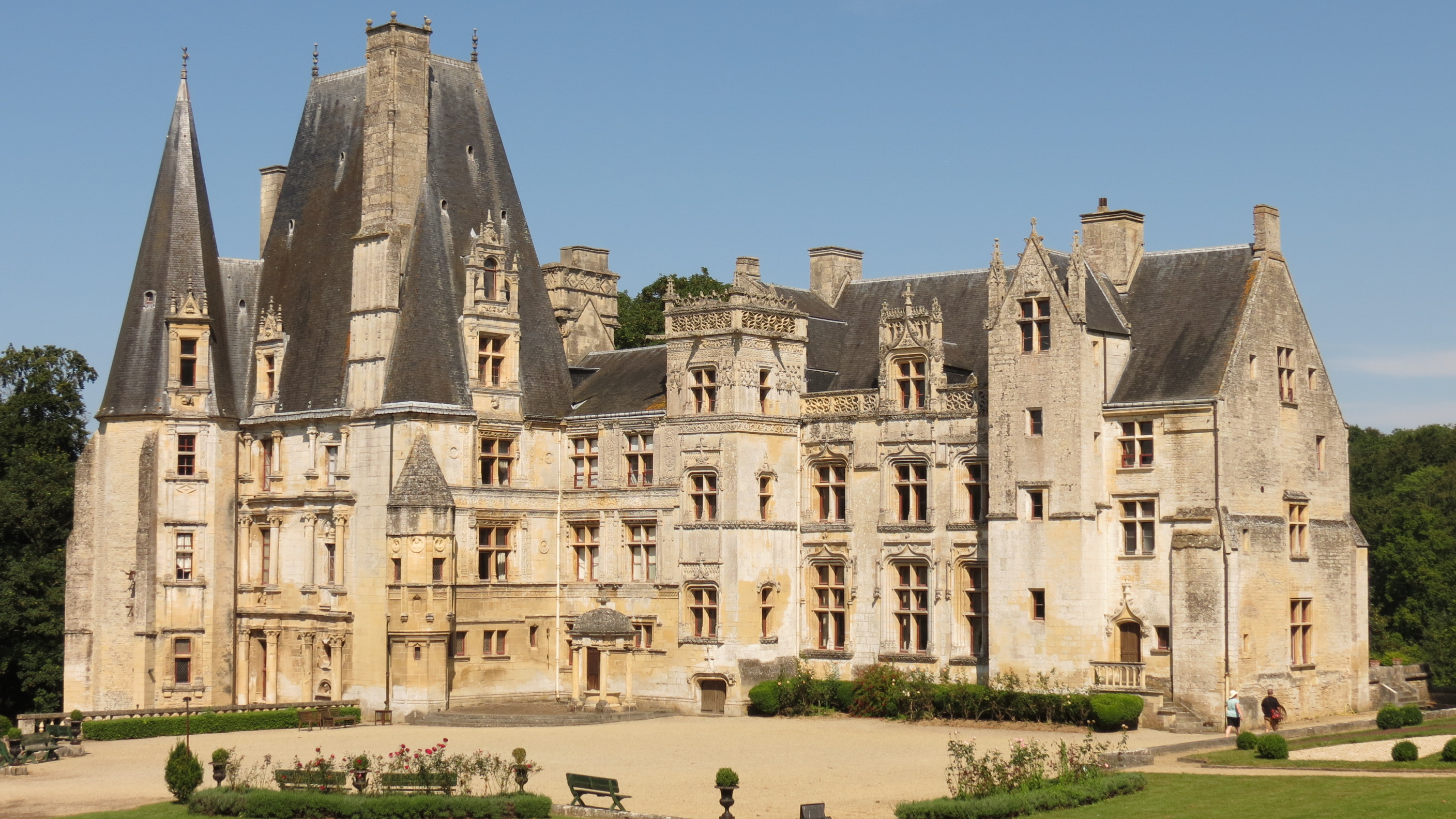
Partie centrale du château de Fontaine-Henry (vers 1500).
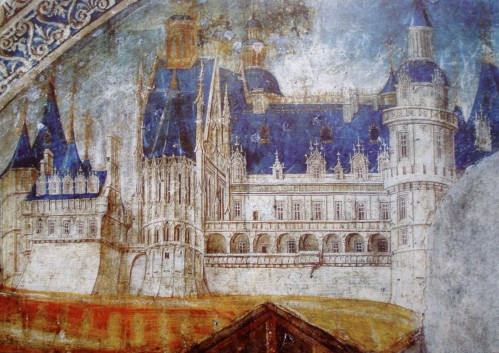
Château de Gaillon (1506-1509).
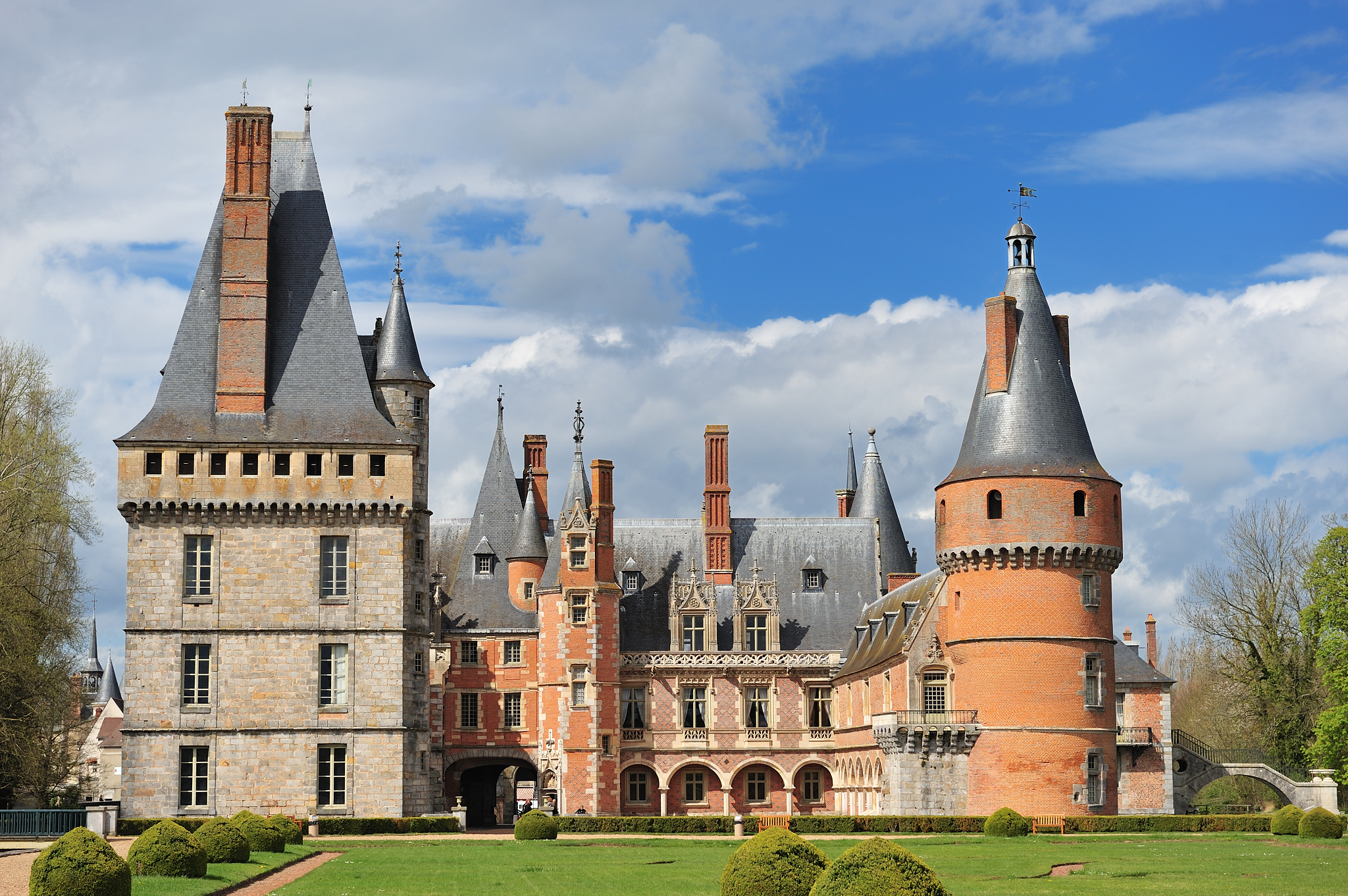
Château de Maintenon (1505).
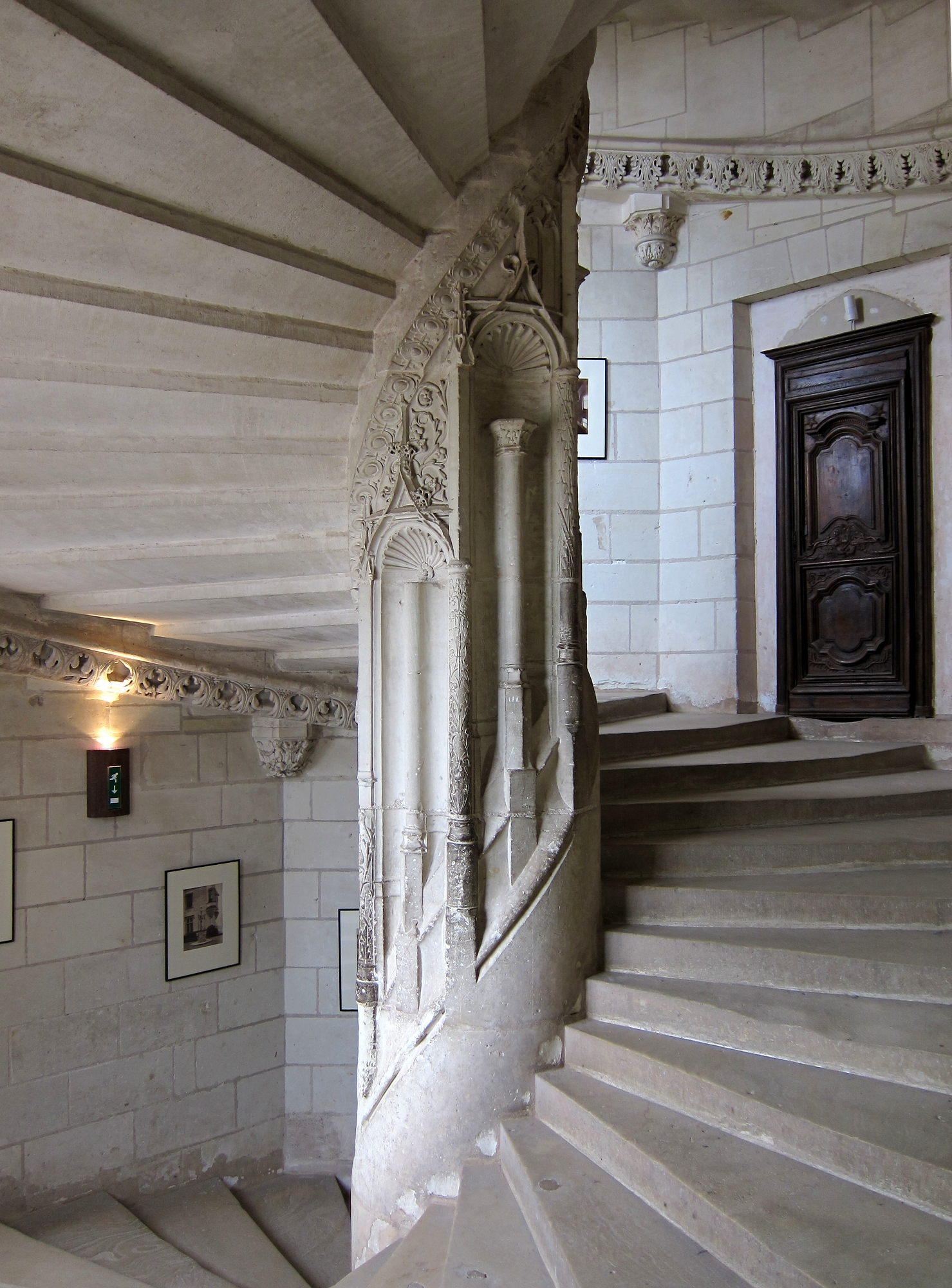
L'escalier, château de Chaumont-sur-Loire (1498-1510).

Le style Louis XII (1495 à 1525/1530) est un style de transition, un passage très court entre deux époques éblouissantes, la période Gothique et la Renaissance. Il qualifie une époque où l'art décoratif partant de l'arc ogival et du naturalisme gothique s'acheminera vers le plein cintre et les formes souples et arrondies mêlées de motifs antiques stylisés typiques de la Première Renaissance : il y a encore beaucoup de gothique au château de Blois, il n'y en a plus au tombeau de Louis XII à Saint-Denis.

Dès 1495, une colonie d'artistes italiens fut installée à Amboise et travailla en collaboration avec des maîtres maçons français. Cette date est généralement considérée comme étant le point de départ de ce nouveau mouvement artistique. D'une façon générale, la structure reste française, seul le décor change et devient italien. Il serait regrettable pourtant de déterminer ce nouveau style au seul apport italien : des relations existent entre la production architecturale française et celle du platéresque espagnol et l'influence du Nord, surtout d'Anvers est notable aussi bien dans les arts décoratifs que dans l'art de la peinture et du vitrail.

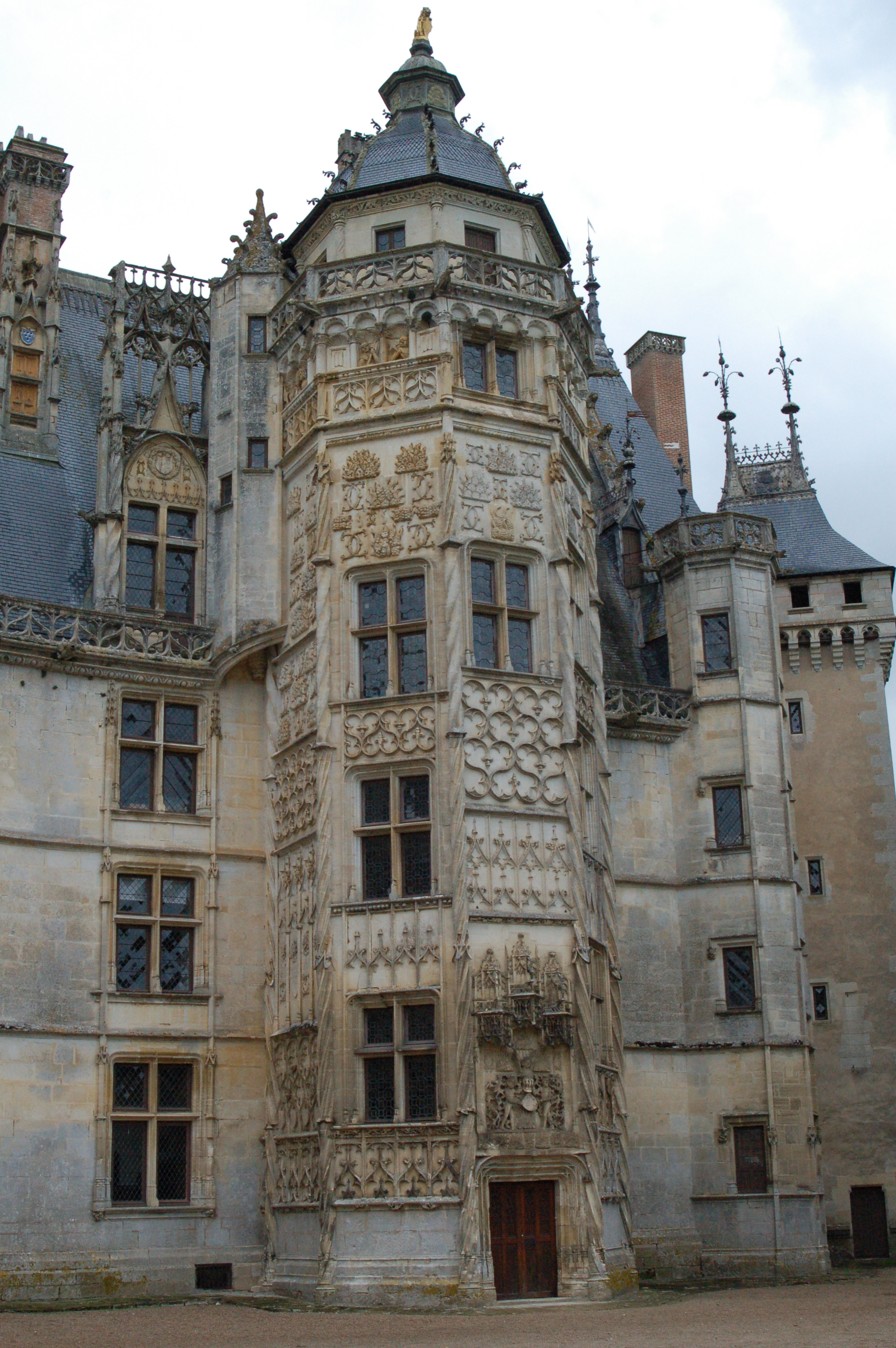
Corniche Renaissance à oves sur le logis et tempietto surmontant la Tour du Lion (Meillant, vers 1510).

Les limites du Style Louis XII sont assez variables, en particulier lorsqu'il s'agit de la province en dehors du Val de Loire. Outre les dix-sept années du règne de Louis XII (1498-1515), cette période comprend la fin du règne de Charles VIII et le commencement de celui de François Ier, faisant débuter le mouvement artistique en 1495 pour le faire s'achever vers 1525/1530 : L'année 1530 correspondant à un véritable tournant stylistique, qui faisant suite à la création par François Ier, de l'École de Fontainebleau, est généralement considérée comme la pleine acceptation du style Renaissance,.
Dans les travaux décoratifs de la fin de la période de Charles VIII, on observe une tendance bien marquée à se séparer de l'arc ogival pour se rapprocher du plein cintre. L'influence des réalisations de Bramante à Milan pour Ludovic Sforza est perceptible dans la partie inférieure de l'aile Charles VIII au château d'Amboise : Si la partie supérieure du bâtiment est gothique, la façade du promenoir des gardes présente telle une loggia, une série d'arcades en plein cintre qui marque des travées rythmées de pilastres lisses. En général, les formes ornementales n'ont déjà plus la gracilité particulière de l'époque ogivale, le rythme des façades s'organise de façon plus régulière avec la superposition des ouvertures en travées et la coquille, élément important de la décoration Renaissance, fait déjà son apparition. Cette évolution est particulièrement perceptible au château de Meillant dont les travaux d'embellissement voulus par Charles II d'Amboise débutent dès 1481 : si la structure est restée pleinement médiévale, la superposition des fenêtres en travées reliées entre-elles par un cordon à pinacles, annonce le quadrillage des façades sous la Première Renaissance. De même, on remarque l'entablement à oves classique surmonté d'une balustrade gothique et le traitement en Tempietto de la partie haute de l'escalier hélicoïdal avec sa série d'arcatures en plein cintre munies de coquilles.
Si à la fin du règne de Charles VIII, l'apport d'ornements italiens viennent enrichir le répertoire flamboyant, il y a désormais sous Louis XII, toute une école française qui s'ouvre à l'Italie avec de nouvelles propositions, établissant ainsi les principes d'un style de transition.

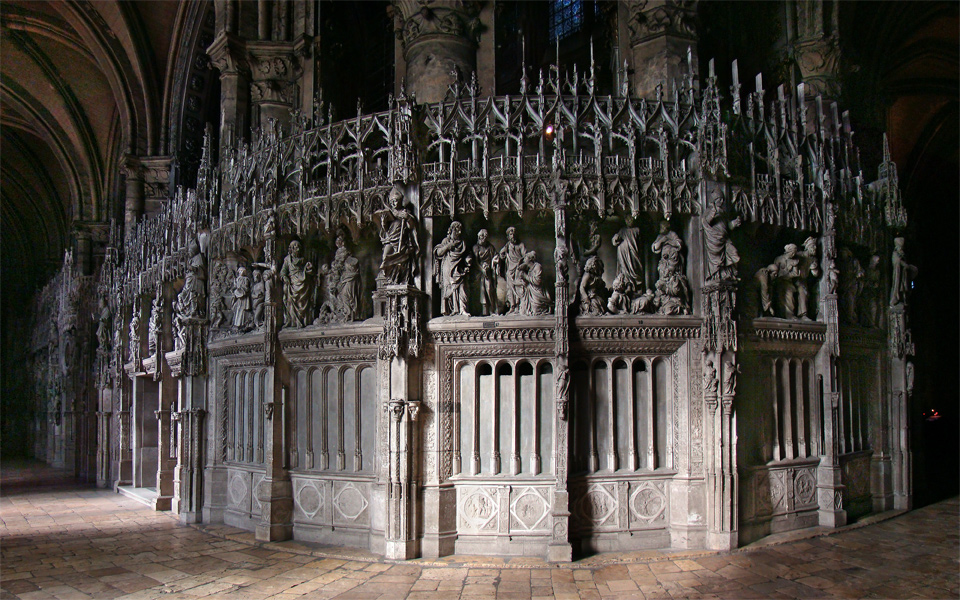
Éléments italiens dans l'encadrement et le soubassement de la claire-voie (1513-1529, clôture du chœur, cathédrale de Chartres).

En sculpture l'apport systématique d'éléments italiens voire la réinterprétation "gothique" de réalisations de la renaissance italienne est manifeste au Saint sépulcre de Solesmes où la structure gothique reprend la forme d'un arc de triomphe romain flanqué de pilastres à candélabres lombards. Les feuillages gothiques désormais plus déchiquetés et alanguis comme à l'hôtel de Cluny de Paris, se mêlent à des tondi avec portraits d'empereurs romains au château de Gaillon.
En architecture, l'utilisation de la « brique et pierre », pourtant présente sur les édifices dès le XVIe siècle, tend à se généraliser (château d'Ainay-le-Vieil, Aile Louis XII du château de Blois, l'hôtel d'Alluye de Blois). Les hauts toits à la française avec tourelles d'angles et les façades à escalier hélicoïdal font perdurer la tradition mais la superposition systématique des baies, le décrochements des lucarnes et l'apparition de loggias influencées de la villa Poggio Reale et du Castel Nuovo de Naples sont le manifeste d'un nouvel art décoratif où la structure reste pourtant profondément gothique. La propagation du vocabulaire ornemental venu de Pavie et de Milan a dès lors un rôle majeur tout en étant ressentie comme l'arrivée d'une certaine modernité.
Dans cet art en pleine mutation, les jardins deviennent plus important que l'architecture : L'arrivée à Amboise d'artistes italiens dont Pacello da Mercogliano fut à l'origine sous Charles VIII de la création des tout premiers jardins de la Renaissance française grâce à de nouvelles créations paysagistes, l'installation d'une ménagerie et des travaux d'acclimatation agronomique conduites à partir de 1496 aux Jardins du Roy alors situés au sein du domaine royal de Château-Gaillard. En 1499, Louis XII confia la réalisation des jardins du château de Blois à la même équipe qui fut engagée par la suite par Georges d'Amboise pour réaliser des parterres sur différents niveaux sous son château de Gaillon.
En conclusion, le style Louis XII montre que l'on veut désormais autant étonner les français que les italiens : C'est à partir de la fantaisie avec laquelle sont incorporées les nouveautés italiennes dans les structures encore toutes médiévales françaises que naîtra vers 1515/1520 la Première Renaissance.

## Iconographie sélective
En 1986, Bernard Quilliet dresse une liste partielle des représentations de Louis XII en ne retenant que celles qui ont été réalisées avant 1515 ou peu de temps après la mort du roi. L'historien souligne la ressemblance ou la qualité de quatre ou cinq de ces effigies :

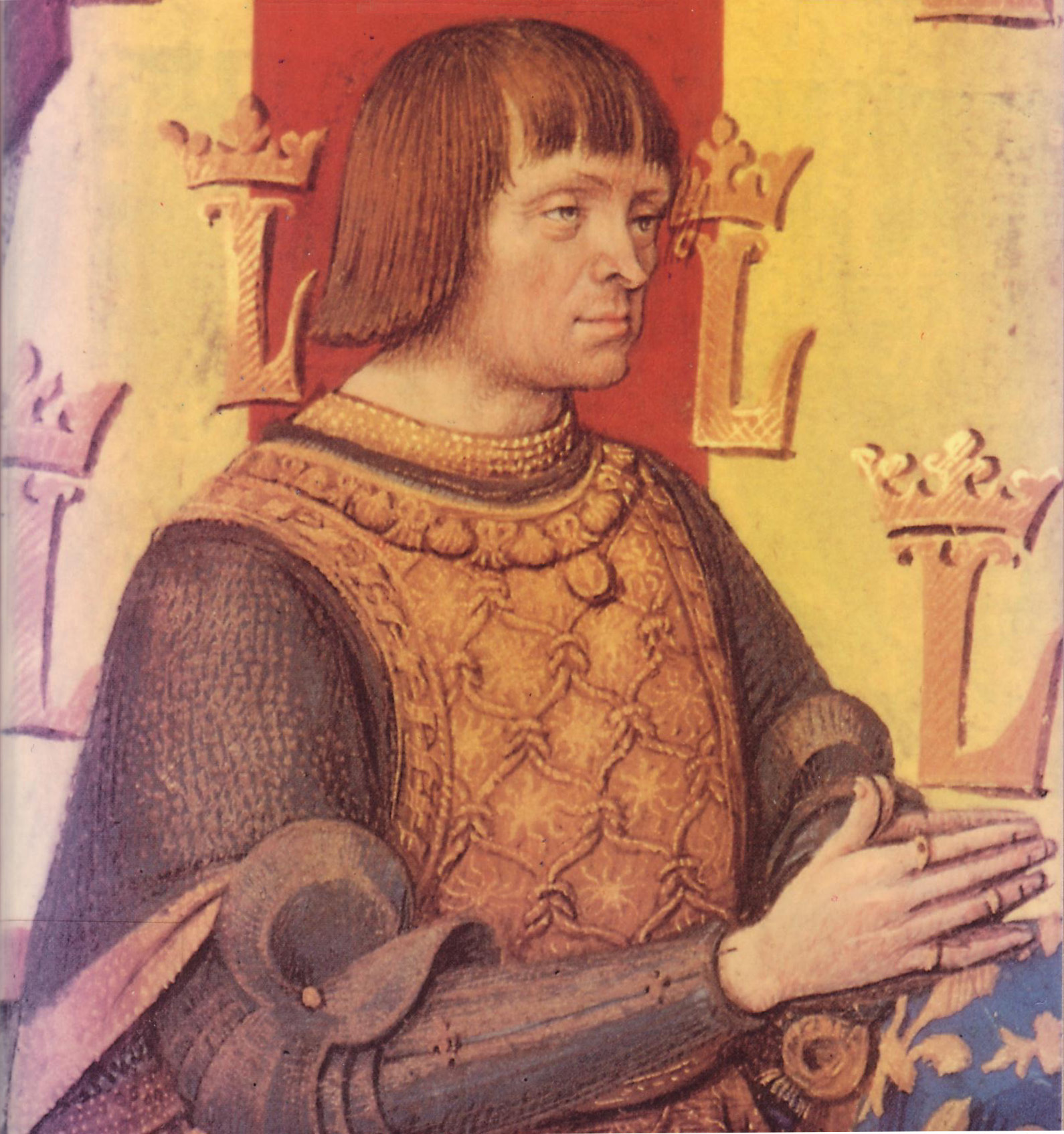
Miniature de la Cosmographie de Claude Ptolémée attribuée à Jean Bourdichon (BnF Manuscrit Latin 4804, fo 1) représentant le roi en prière (détail).
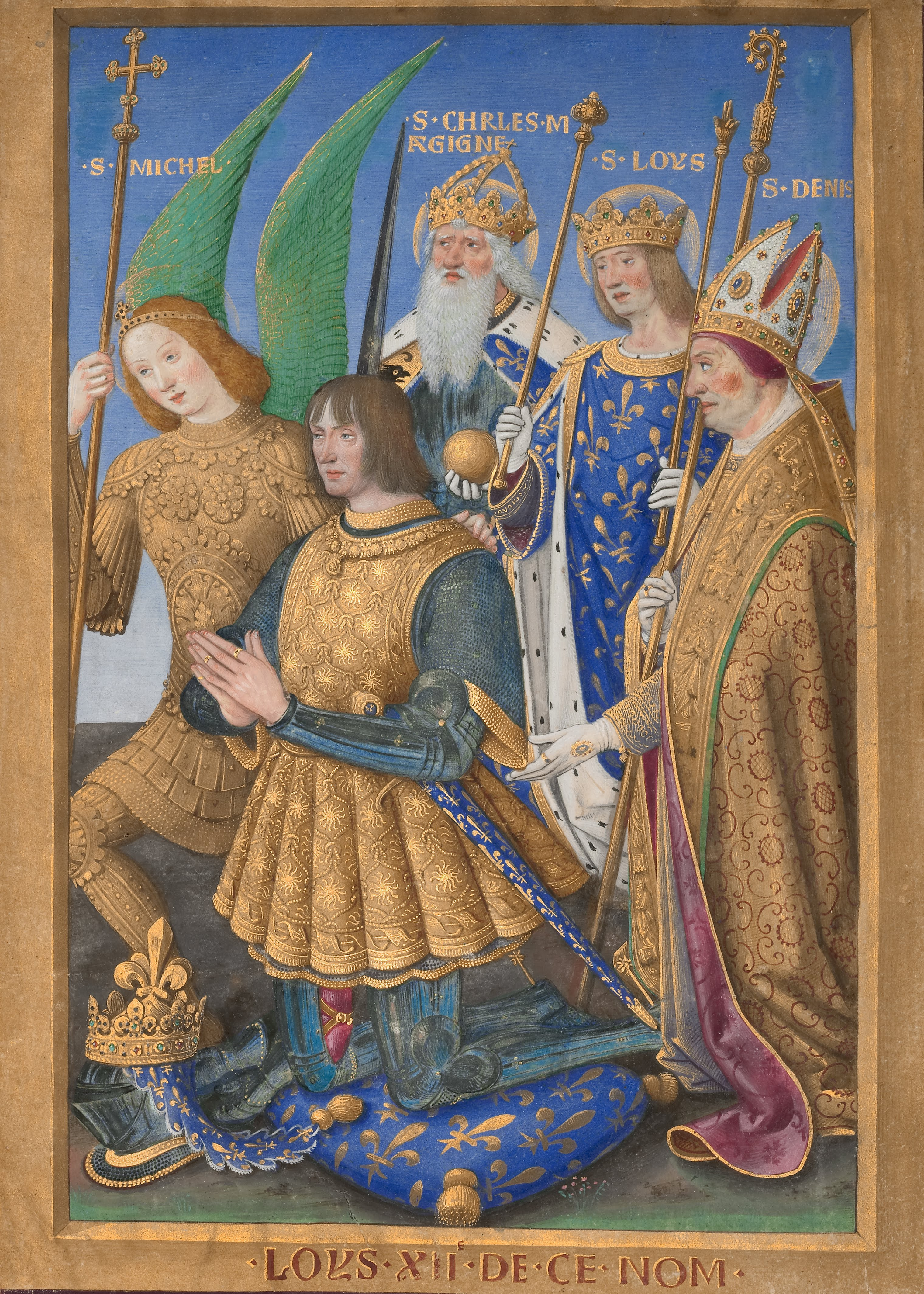
Variante inversée de la précédente, avec le roi entouré de saints (fragment du Livre d'heures de Louis XII, Getty Center).
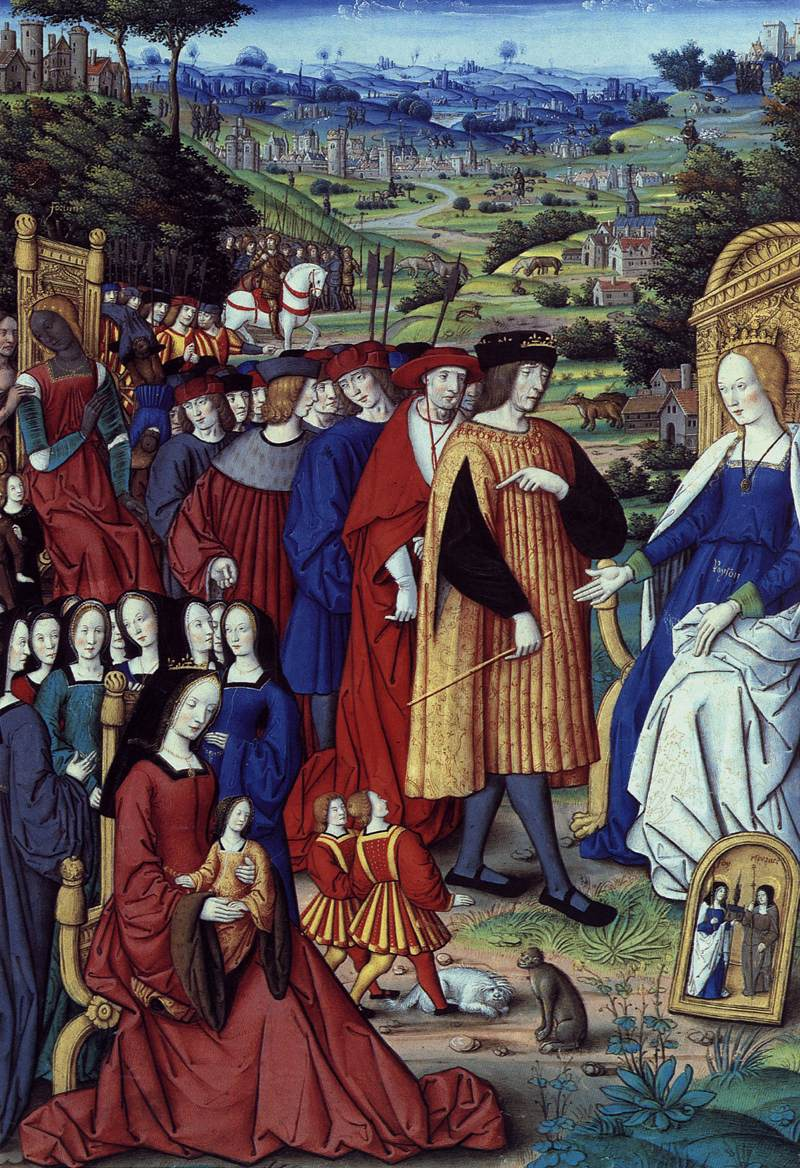
Miniature des Remèdes de l'une et l'autre fortunes de Pétrarque par Jean Pichore (BnF Ms Fr 225, fo 165).
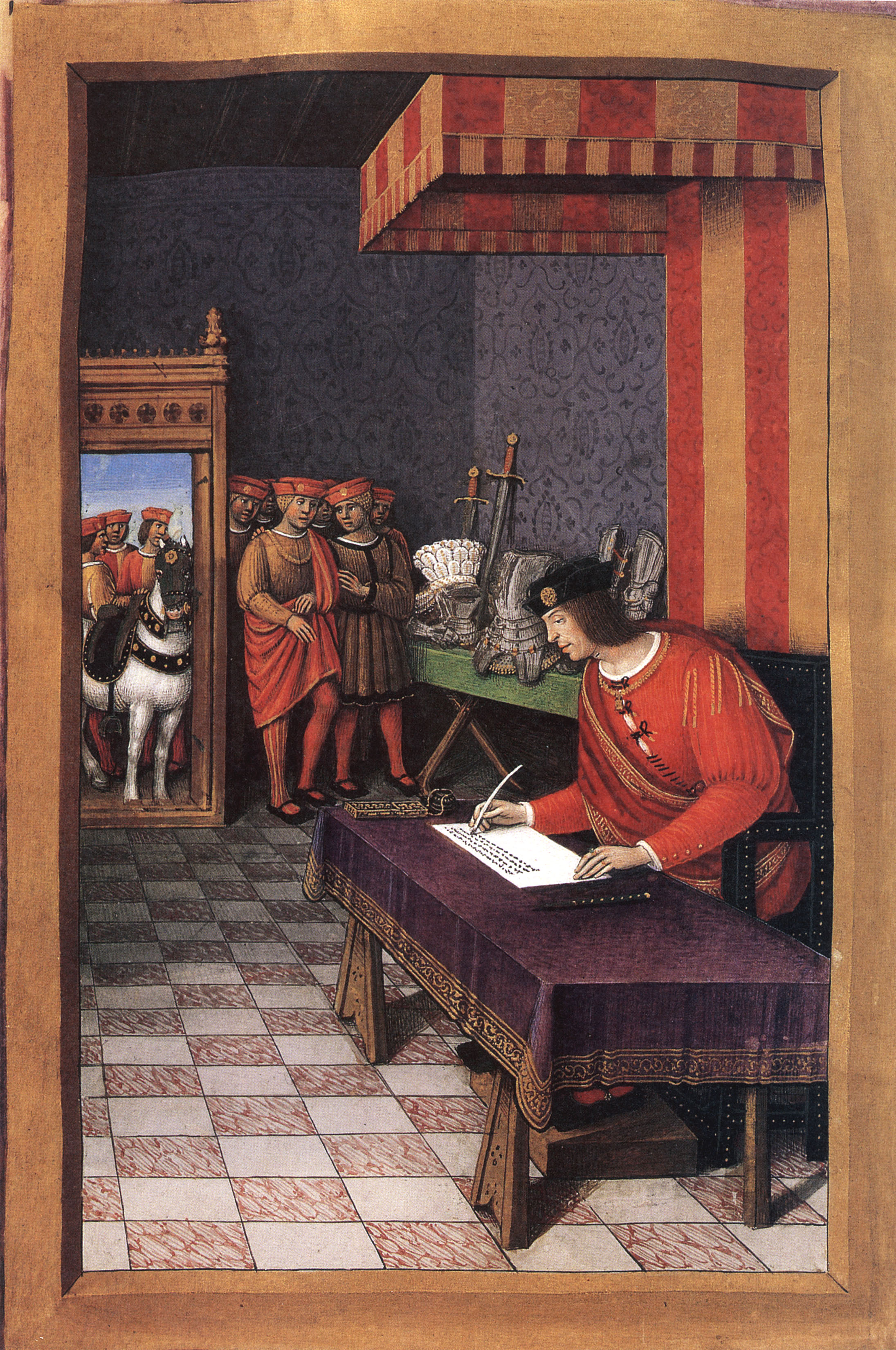
Louis XII écrivant à Anne de Bretagne (Épîtres de poètes royaux, vers 1510, Saint-Pétersbourg, fo 51 vo).
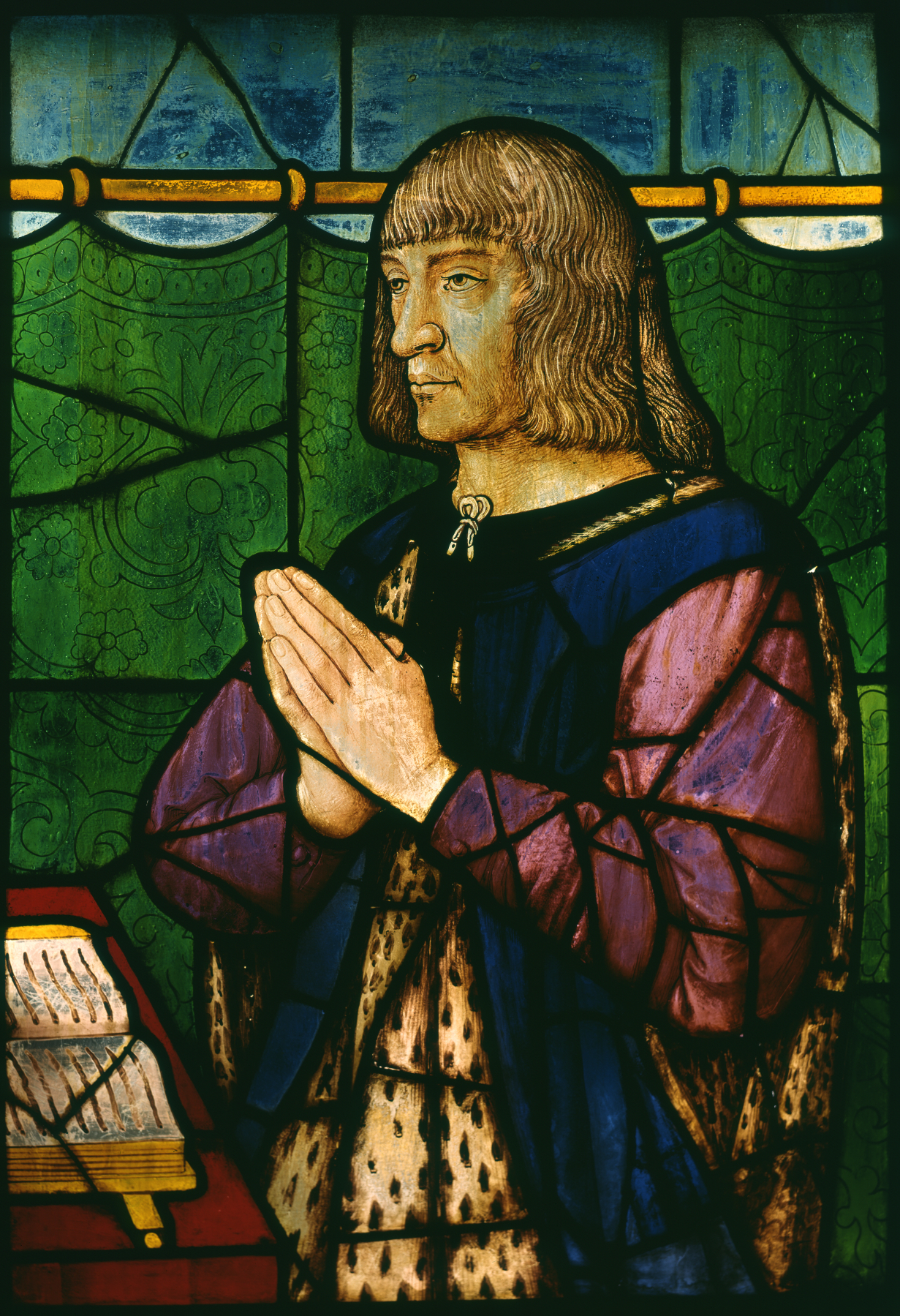
Louis XII en prière, Vitrail attribué à Jean Perréal (1500-1510, Walters Art Museum), 46.34, 80 × 55,9 cm.
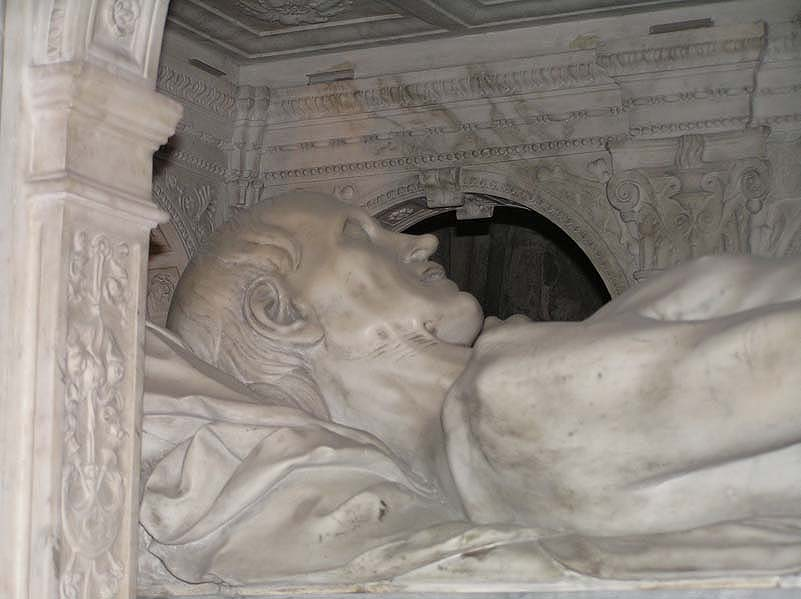
Transi[n 4] du monument funéraire de la nécropole royale de la basilique de Saint-Denis, exécuté d'après le masque mortuaire du roi.
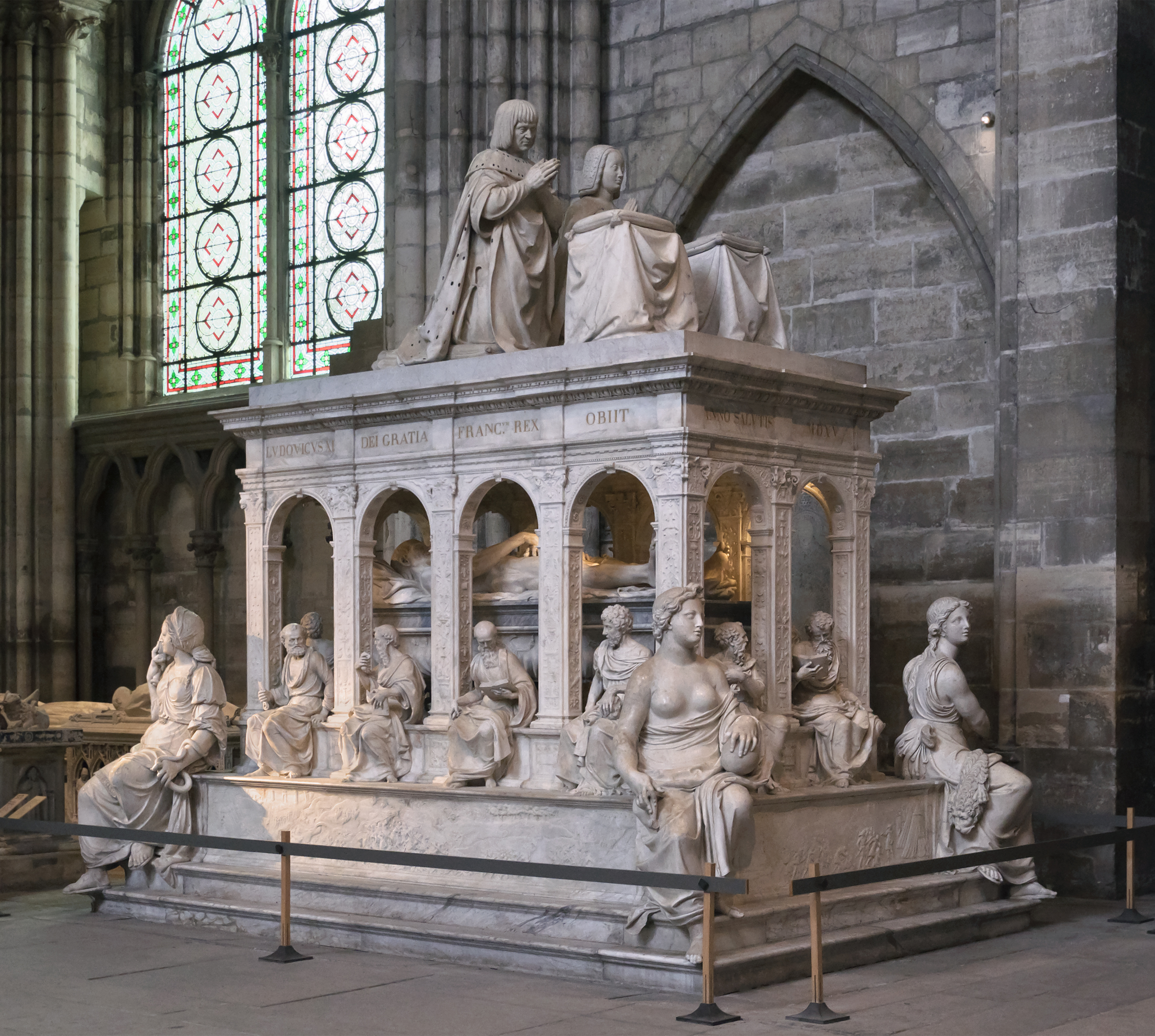
Le tombeau de Louis XII et Anne de Bretagne (vers 1517, basilique Saint-Denis).

## Filmographie
- 1988 : Sans peur et sans reproche, film de Gérard Jugnot. Rôle interprété par Martin Lamotte.
- 2011 : Louis XI, le pouvoir fracassé (téléfilm), interprété par Bruno Debrandt.
- 2013 : Borgia (série télévisée), interprété par Joseph Beattie.
- 2013 : The Borgias (série télévisée), interprété par Serge Hazanavicius.
- 2014 : Isabel (série télévisée), interprété par Borja Luna.

### Sources primaires
- Léon-Gabriel Pélissier ( éd.), « Louis XII et les privilèges de la Bretagne en cour de Rome », Annales de Bretagne, Rennes, Plihon & Hervé, libraires, t. 7, no 1,‎ octobre 1892, p. 317-321 (lire en ligne).
- Léon-Gabriel Pélissier ( éd.), Documents relatifs au règne de Louis XII et à sa politique en Italie, Montpellier, Imprimerie générale du Midi, coll. « Notes italiennes d'histoire de France » (no XXXV), 1912, 311 p. (lire en ligne).
- Claude de Seyssel, Les Louenges du roy Louys XII (1508), Patricia Eichel-Lojkine et Laurent Vissière (éd.), Genève, Droz, coll. "Les classiques de la pensée politique", 2009.

### Bibliographie

Litterae super abrogatione pragmatice sanctionis, 1512.

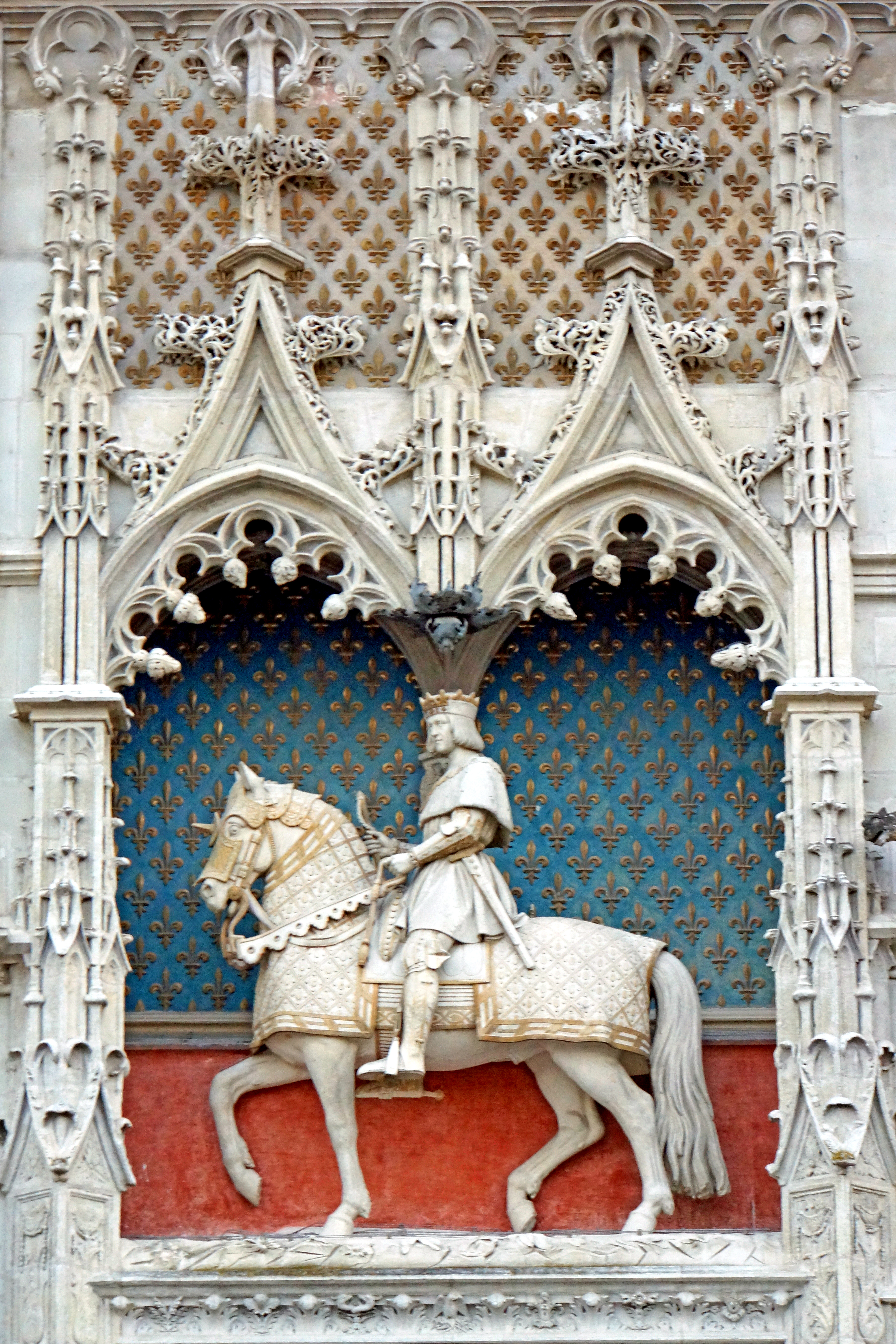
Statue équestre de par Charles Émile Seurre en 1857 (Aile, Château de Blois) : Au-dessous, le porc-épic symbole du roi, la lettre L pour ' et la lettre A, emblème dAnne de Bretagne. Le cheval lève ses deux jambes droites en même temps, ce qui signifie qu'il est « à l'amble », allure courante sous.